# 岡山大学
岡山大学（おかやまだいがく、英語: Okayama University）は、岡山県岡山市北区津島中1丁目1番1号に本部を置く日本の国立大学。1870年創立、1949年大学設置。略称は岡大（おかだい）。旧官立大学（旧六医大）、旧ナンバースクール 。

## 概説

### 大学全体
11学部（グローバル・ディスカバリー・プログラムを含む）、大学院8研究科（連合研究科を除く）、3研究所を有する総合大学。前身校を含めると中国・四国地方で最初に設置された大学である。第二次世界大戦戦前には中国帝国大学誘致運動が存在し、第52回帝国議会（1927年（昭和2年）3月11日）および第59回帝国議会（1931年（昭和6年）3月7日）で「岡山市ニ総合中国帝国大学設置ニ関スル建議」が可決され政府閣議案件となったが、当時の建議は政府に意見を伝達するものであり実行可能性が第一義的な判断基準ではなかったこともあり、実現には至らなかった。
キャンパスは岡山市街地内に2ヶ所あり、JR岡山駅からも近い。本部が置かれている津島キャンパスには文学部、教育学部、法学部、経済学部、理学部、工学部、環境理工学部、薬学部、農学部が設置され、鹿田キャンパスには、医学部と歯学部が設置されている。なお、医学部・歯学部の教養教育科目は津島キャンパスで行われる。 学部生：10,069人、大学院生：2,988人、計13,057人（2022年5月1日時点）。

### 教育理念・目標等
第5代法人の長・第15代学長である那須保友は、「誇りと希望の学都・岡山大学～不易流行の経営改革～」を掲げている。
国連の持続可能な開発目標（SDGs）を大学活動の柱の一つにしており、『持続可能な開発目標（SDGs）に関する岡山大学の行動指針』を策定し、教育・研究・社会貢献を実施している。

岡山大学の教育・研究・社会貢献活動として国連主導のイニシアティブ活動である「持続可能な開発目標（SDGs）を中心に置いている

#### 理念
- 高度な知の創成と的確な知の継承

#### 目的
- 人類社会の持続的進化のための新たなパラダイム構築

#### 目標
教育理念
- 自然と人間の共生を希求する
- 多様な文化・価値観を尊重する
- 地域と世界の発展に寄与する

教育目標
- 探究・創造する知性の育成
- 豊かな教養と高度専門性の追求
- 社会的責任を負いうる個の確立
- 異文化理解に基づいた国際性の獲得

### 教育および研究
2007年（平成19年）度入学生から、入学前オリエンテーション時に全学部の学生を対象にTOEIC-IPテストの受験を課し、習熟度別クラス分けや英語必修単位の認定制度の運用を開始した。また、2008年（平成20年）度入学生より成績評価にGPA制度が導入され、これまでの優・良・可・不可の4段階からA+・A・B・C・Fの5段階へ変更された。
2013年（平成25年）度より卒業後に国際社会で活躍する人材の育成のため、語学教育や教養教育、専門教育を統括する組織としてグローバル人材育成院が設置され、グローバル人材育成コース（定員50名）が開設されている。2013年（平成25年）度以降の入学生より、入学時のTOEIC-IPテストで一定基準以上の得点を有していることを要件としている。希望する学生は各学部に所属しながら、語学教育などの講義や海外留学・海外インターンシップなどグローバル人材育成コースのカリキュラムを履修する。
2016年（平成28年）度より、学士課程において、学修時間の確保、留学機会の確保、長期インターンシップの実現、教育の体系的再構築を目的として、授業の60分制・クォーター制（4学期制）を導入する。
2023年（令和5年）度は、教育推進機構により、副専攻コースとして「日本語教育コースが開設されている。

### 学風および特色
私費外国人留学生のうち、国際的競争力のある卓越した教育研究拠点形成のためのグローバルCOEプログラムが採択された研究機関において研究補助に従事し、特に研究能力が優れている者に対して、事業終了時までの授業料が全額免除される制度を設置している。
また、2012年（平成24年）度の入学試験より、国立大学で初めてバカロレアを利用した、国際バカロレア入試を一部学部（理学部、医学部保健学科、工学部、農学部、MPコース）において導入し、2015年（平成27年）度の入学試験より全学的に実施している。

## 歴史

### 略歴
岡山大学は、1949年（昭和24年）の学制改革の際に、中国・四国地方で最も古い大学である岡山医科大学と唯一のナンバースクールであった第六高等学校を中心に、岡山師範学校、岡山青年師範学校、岡山農業専門学校を包括し新制大学として設置された。岡山医科大学は、その起源を1870年に設置された旧岡山藩医学館に置いており、岡山大学の公式見解でも大学の起源を岡山藩医学館に置いている。
連合軍総司令部（GHQ）教育部長であったウィルス・ハースが1947年（昭和22年）4月24日に提言した総合大学設置に基づき、当時の岡山県知事であった西岡広吉は、同年9月下旬に総合大学試案を発表、10月10日に岡山総合大学設立準備委員会が発足した。12月1日、準備委員会は作成された『国立岡山総合大学設立計画書』に基づき、岡山総合大学設立期成会と改称、文部省へ陳情を行った翌1月中旬には中国総合大学設立期成会と改称された。会長は長友保知らが務めている。
中心となる医学部の鹿田キャンパスは、戦前の旧制岡山医科大学のキャンパスをそのまま使用している。これに対して津島キャンパスは戦後に進駐軍が撤収した後の旧大日本帝国陸軍第17師団跡地を使用している。1949年（昭和24年）5月13日には第一回の入学志願者の募集が行われて1390人が集まり、6月8日から行われた入学試験にて881人の合格者を発表、835名が入学した。

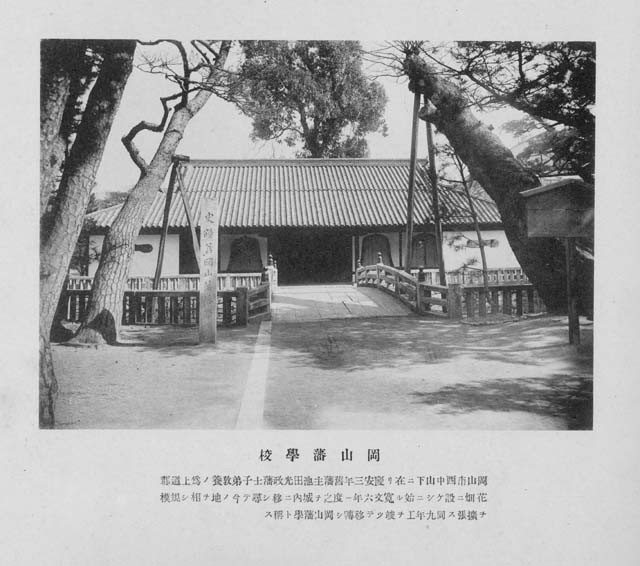
岡山藩学校（1926年（大正15年）5月）

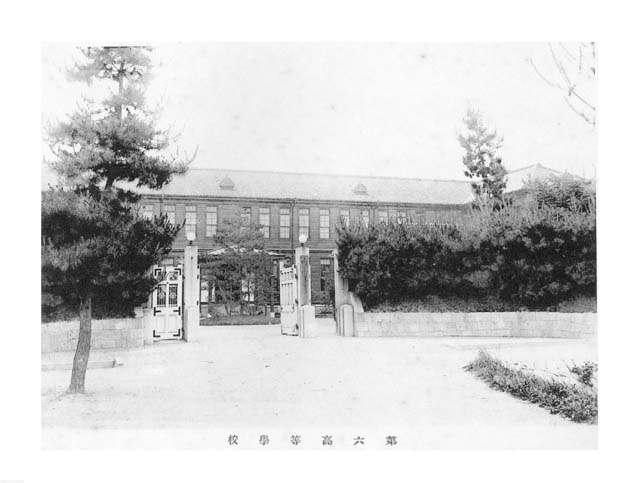
第六高等学校（1926年（大正15年）5月）

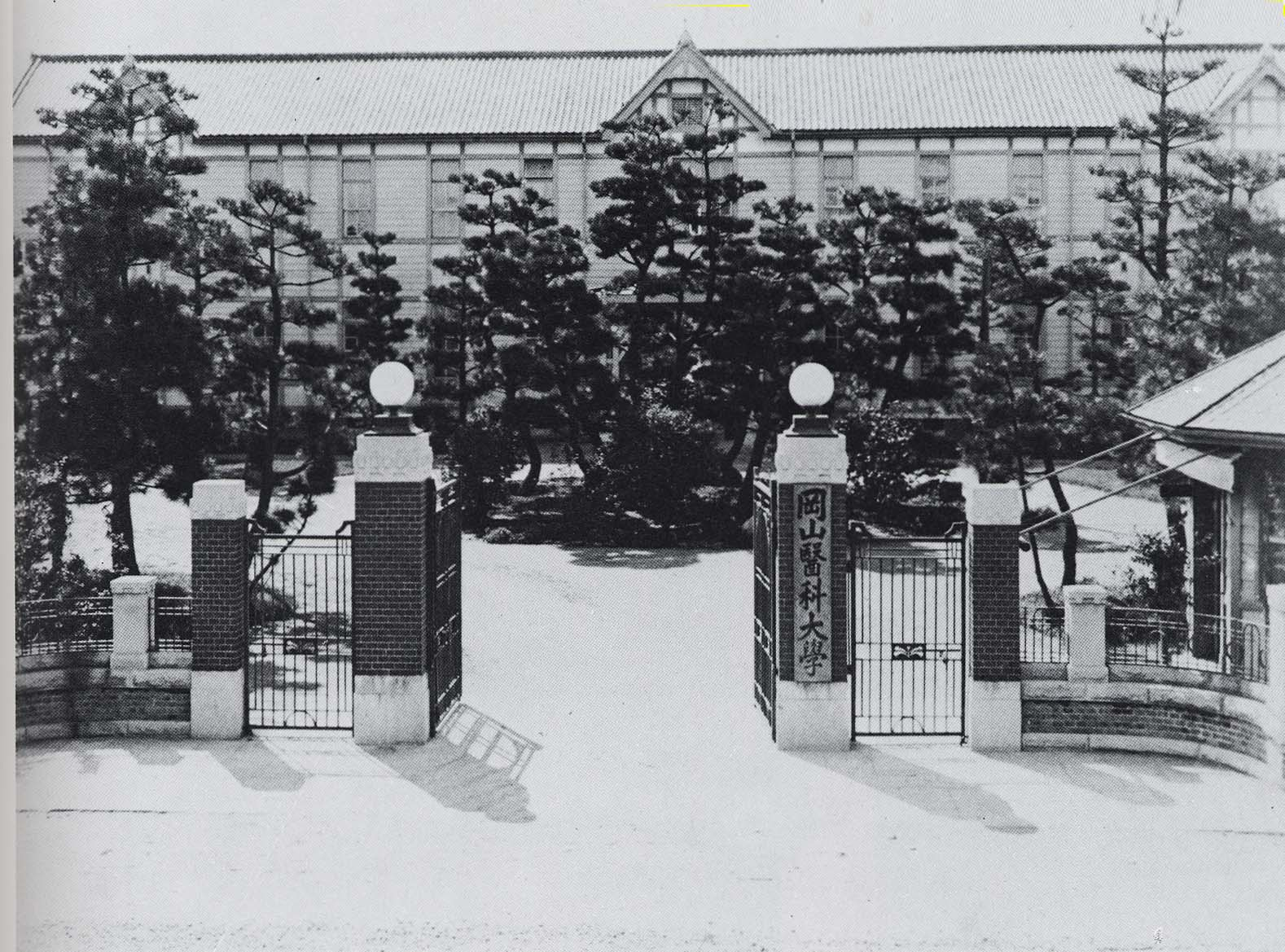
岡山医科大学（正門）

### 年表
（この節の出典）
- 1949年（昭和24年） - 岡山医科大学、第六高等学校、岡山師範学校、岡山青年師範学校、岡山農業専門学校を包括して岡山大学が発足。法文学部、教育学部、理学部、医学部、農学部を設置。
- 1954年（昭和29年） - 法経短期大学部を併設。
- 1955年（昭和30年） - 大学院医学研究科（博士課程）を設置。
- 1960年（昭和35年） - 工学部を設置。
- 1964年（昭和39年） - 教養部、大学院理学研究科（修士課程）を設置。
- 1965年（昭和40年） - 法文学部に第二部を設置、法経短期大学部は学生受入れ終了。
- 1968年（昭和43年） - 法経短期大学部廃止。
- 1969年（昭和44年） - 大学院農学研究科（修士課程）を設置。
- 1971年（昭和46年） - 大学院文学研究科（修士課程）、大学院法学研究科（修士課程）、大学院工学研究科（修士課程）を設置。
- 1973年（昭和48年） - 大学院薬学研究科（修士課程）を設置。
- 1976年（昭和51年） - 医学部を医学部・薬学部に分離。
- 1977年（昭和52年） - 大学院経済学研究科（修士課程）を設置。
- 1979年（昭和54年） - 歯学部を設置。
- 1980年（昭和55年） - 法文学部を文学部・法学部・経済学部に分離、大学院教育学研究科（修士課程）を設置。
- 1986年（昭和61年） - 医療技術短期大学部を併設、大学院歯学研究科（博士課程）を設置。
- 1987年（昭和62年） - 大学院自然科学研究科（博士後期課程）を設置。
- 1993年（平成05年） - 大学院文化科学研究科（博士課程）を設置。
- 1994年（平成06年） - 教養部を廃止、環境理工学部を設置。
- 2001年（平成13年） - 大学院医歯学総合研究科（博士課程）を設置。
- 2002年（平成14年） - 医療技術短期大学部を廃止。
- 2003年（平成15年） - 大学院保健学研究科（修士課程）を設置、大学院医歯学総合研究科に（修士課程）を増設。
- 2004年（平成16年） - 法改正により国立大学法人へ移行、大学院法務研究科（法科大学院）を設置、大学院文化科学研究科（博士前期課程、博士後期課程）を設置。
- 2005年（平成17年） - 大学院歯学研究科（博士課程）を廃止、大学院保健学研究科を（博士前期課程・博士後期課程）へ改組、大学院環境学研究科（博士前期課程・博士後期課程）、大学院医歯薬学総合研究科（修士課程・博士課程／博士前期課程・博士後期課程）を設置。
- 2006年（平成18年） - マッチングプログラムコース、大学院社会文化科学研究科（博士前期課程・博士後期課程）を設置。
- 2007年（平成19年） - 大学院経済学研究科（修士課程）を廃止。
- 2008年（平成20年） - 大学院法学研究科（修士課程）を廃止、特殊教育特別専攻科を廃止、大学院教育学研究科教職実践専攻（教職大学院）を設置。
- 2009年（平成21年） - 大学院自然科学研究科（5年一貫制博士課程）を設置。医学部・歯学部附属病院を大学附属病院とし、組織上の名称を「岡山大学病院」に変更。
- 2010年（平成22年） - 大学院文学研究科（修士課程）を廃止。
- 2011年（平成23年） - 大学院医学研究科（博士課程）を廃止。
- 2012年（平成24年） - 大学院自然科学研究科バイオサイエンス専攻の農学系・大学院環境学研究科（博士前期課程、博士後期課程）を改組して大学院環境生命科学研究科（博士前期課程・博士後期課程）を設置、大学院医歯薬学総合研究科（博士後期課程）を改組。
- 2015年（平成27年） - 大学院自然科学研究科に生命医用工学専攻を新設。
- 2016年（平成28年） - 岡山大学病院三朝医療センターを閉院。これに伴い、三朝地域医療支援寄付講座を開設。3番目の研究所として異分野基礎科学研究所 (RIIS) の設置が文部科学省より認可、4月開所。
- 2017年（平成29年） - 岡山大学中性子医療研究センターを設置。10月より、卒業まで英語のみで修めることのできるグローバル・ディスカバリー・プログラムを設置。世界各国から学生の受け入れを開始[11]。SDGs推進本部を設置[12]。
- 2018年（平成30年） - 大学院自然科学研究科の生命医用工学専攻を改組して、ヘルスシステム統合科学研究科を設置[13]。10月より、大学院社会文化科学研究科に附属の文明動態学研究センターを設置[14]。マッチングプログラムコースの募集を停止。
- 2019年（平成31年／令和元年） - 岡山大学オープンイノベーション機構を設置。
- 2021年（令和3年） - 岡山大学文明動態学研究所を設置[15]。工学部と環境理工学部と統合して、中国・四国地方最大規模の新生「工学部」を設置[16]。学術研究院を設置[17]。
- 2023年（令和5年）- 隈研吾岡山大学特別招聘教授監修「岡山大学共育共創コモンズ（愛称：OUX）」完成[18]。4月、技術職員の全学組織である「総合技術部」を設置[19]。研究の卓越とイノベーション創出強化及び育成をシステム化した「高等先鋭研究院」を設置[20]。
- 2024年（令和6年）- 研究推進機構と地域総合研究センターを廃止して、研究・イノベーション共創機構を創設[21]。5月、各系統の技術職員を統括する法人組織である「技術統括監理本部」を創設[22]。

## 基礎データ

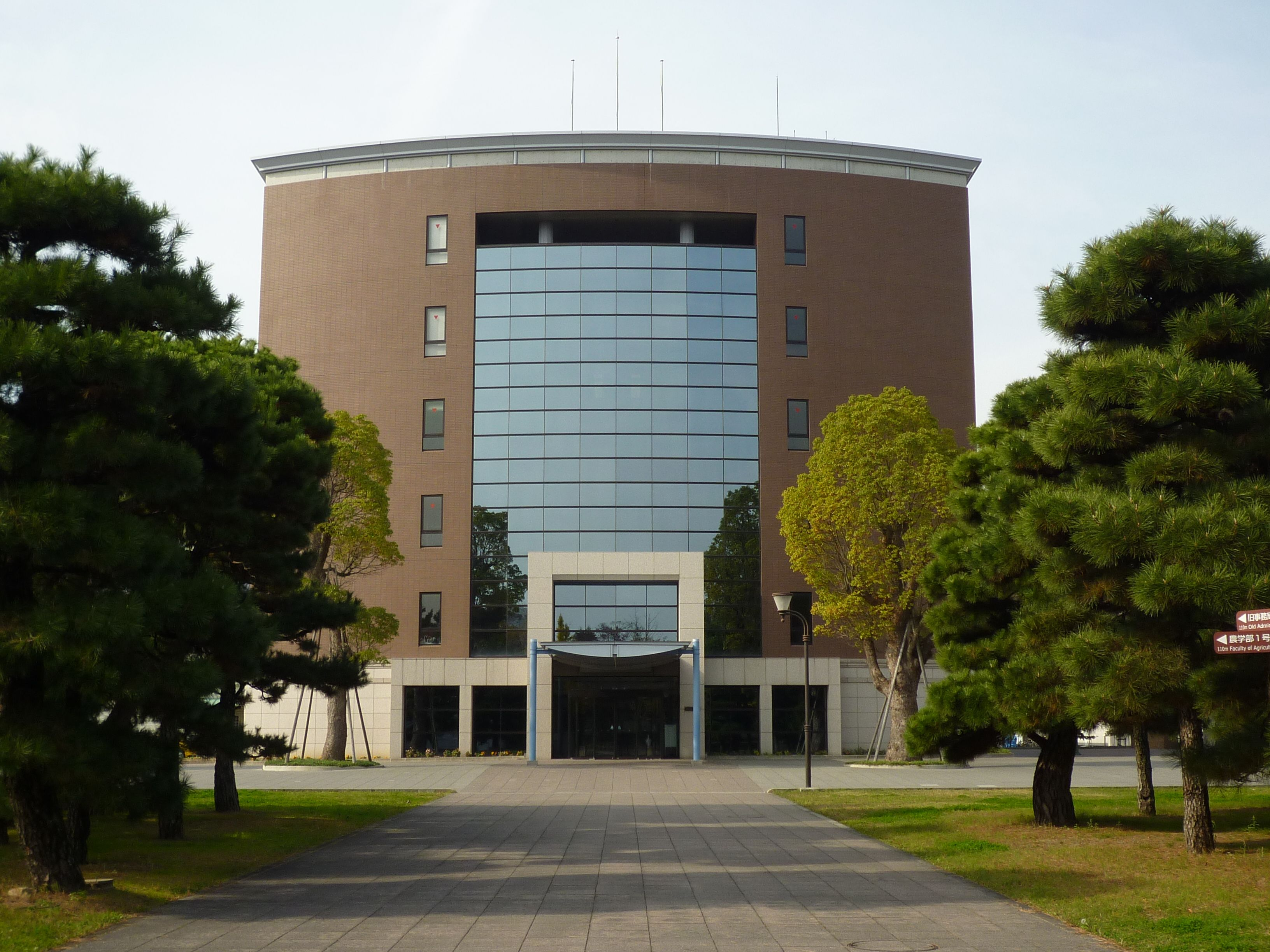
大学本部棟（津島キャンパス）

### 所在地
- 津島キャンパス（岡山県岡山市北区津島中1丁目1番1号／津島中2丁目1番1号／津島中3丁目1番1号／津島桑の木町1番62号） 639,621m2[23]
- 鹿田キャンパス（岡山県岡山市北区鹿田町2丁目5番1号） 135,328m2[23]

このほかに岡山市内の東山地区・平井地区・津高地区・芳賀地区などや岡山県倉敷市及び玉野市、瀬戸内市、鳥取県東伯郡三朝町に附属機関等がある。東京都港区には東京オフィスなどを設置している。

### 象徴
- 学章はOkayamaの「O」とUniversityの「U」から形作られ、鳥のように未来に向かって羽ばたき、光り輝く岡山大学の姿をイメージしたものである。1999年（平成11年）5月からシンボルマークとして使用が開始され、2012年（平成24年）4月からは学章となっている。
- 岡山大学コミュニケーションシンボルとして、Okayamaの「O」とUniversityの「U」をモチーフに、世界に向かって開かれる「知の扉」をイメージしたロゴマークがある。2012年（平成24年）4月より、大学公式ホームページや広報誌で使用されている。
  - 2007年（平成19年）4月から2012年（平成24年）3月までは、大学の略称であるOKADAIの「O」と「D」を組み合わせたデザインの岡山大学コミュニケーションロゴマークが使用されていた。工業デザイナー水戸岡鋭治の制作によるものであった。
- 学歌
1959年（昭和34年）、大学創立10周年を記念して制定された。作詞は当時教育学部教授であった久坂恭一、作曲は東京芸術大学名誉教授の松本民之助によって手がけられている。入学式・学位記等授与式等の式典の際に歌われている。
- 学生歌
1953年（昭和28年）に学友会（現在の校友会に相当する）委員の意向によって作成された。一般学生から募集された歌詞の中から、法文学部学生であった三沢信弘の歌詞が選ばれ、NHK嘱託の作曲家宮原禎次によって曲が付けられた。三沢の歌詞は、1950年（昭和25年）に津島キャンパスが警察予備隊（現在の自衛隊）に接収されそうになり、反対運動が勃発した際に作成されたものであった。その後、1955年（昭和30年）と1957年（昭和32年）にも学生歌が作られているが、最初に作成された三沢作のものが現在でも式典等で歌われている。
- スクールカラーは「OUブルー」(DIC：183 (C85%,M47%)) である。

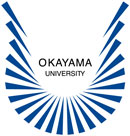
岡山大学学章

岡山大学コミュニケーションシンボル

### 役員等
- 第5代法人の長、15代大学学長  那須保友

#### 法人の役職者[注釈 3]
- 理事（企画・評価・総務担当） 三村由香里
- 理事（教学担当） 菅誠治
- 理事（医療担当）・岡山大学病院長 前田嘉信
- 理事（財務・施設担当）・事務総長 小代哲也
- 理事（デジタルトランスフォーメーション・グリーントランスフォーメーション担当）[注釈 4] 阿部匡伸
- 理事（地域共創担当）（非常勤） 佐藤兼郎
- 理事（ウェルビーイング経営担当）（非常勤） 藤原恵子
- 副理事（法務・コンプライアンス担当） 佐藤吾郎
- 副理事（未来人材創生（SDGs社会共創・DEI・附属学校園）担当） 狩野光伸
- 副理事（国際教育戦略担当）鈴木孝義
- 副理事（研究・産学共創総括担当） 佐藤法仁
- 副理事（研究公正・総合知担当） 遊佐徹
- 副理事（学術担当） 窪木拓男
- 副理事（イノベーション担当）　櫻井淳
- 副理事（DX・情報セキュリティ担当）　野上保之
- 副理事（木造建築・林業・サプライチェーン担当） 綾野克紀
- 副理事（新医療研究拠点担当） 豊岡伸一
- 監事 松本光雄
- 監事（非常勤） 小原真紀子

#### 大学の役職者
- 上席副学長 菅誠治
- 上席副学長 阿部匡伸
- 副学長（学事担当） 佐藤法仁
- 副学長（グローバル・エンゲージメント担当） 横井篤文
- 副学長（国際・同窓会担当） 鈴木孝義
- 副学長（国際教育担当） 岡安光博
- 副学長（教育・入試改革担当） 田中岳
- 副学長（入試担当） 岡田晃
- 副学長（大学院教育改革担当） 鶴田健二

#### 病院の役職者
- 病院長 前田嘉信
- 上席副病院長（大学病院改革プラン担当） 豊岡伸一
- 副病院長（企画・総務運営担当）（国際担当含む） 大塚基之
- 副病院長（診療（医科）担当、（兼）防災担当） 増山寿
- 副病院長（医療安全管理担当） 安藤瑞生
- 副病院長（研究（医科）担当）(デジタル田園健康特区担当含む) 櫻井淳
- 副病院長（教育（医科）担当） 森実真
- 副病院長（看護・患者サービス担当） 岩谷美貴子
- 副病院長（診療・研究（歯科）担当） 窪木拓男
- 副病院長（教育（歯科）担当） 伊原木聰一郎

2025年（令和7年）4月1日時点。理事の法令定員は7人。

## 教育および研究

### 組織
組織については、「国立大学法人岡山大学管理学則」（第2章第2節）に基づいている。

#### 学部
- 文学部[26]
  - 人文学科[27]
    - 2016年入学生以降[28]
      - 哲学・倫理学分野
哲学領域、倫理学領域
      - 芸術学・美術史分野
芸術学領域、美術史領域

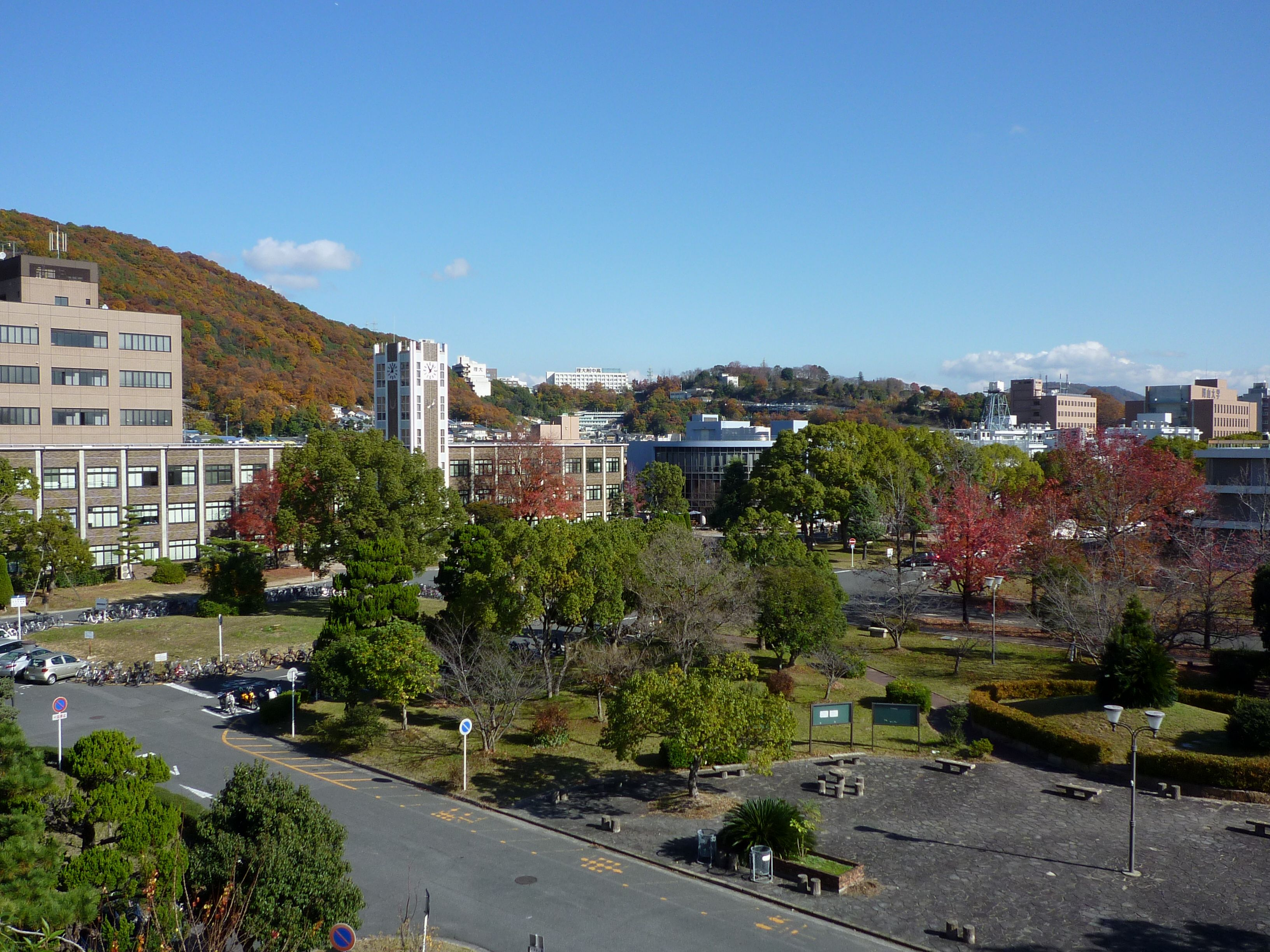
津島キャンパス

      - 地理学・社会学・文化人類学・社会文化学分野
地理学領域、社会学領域、文化人類学領域、社会文化学領域
      - 心理学・社会心理学分野
心理学領域、社会心理学領域
      - 歴史学・考古学分野
日本史学領域、東洋史学領域、西洋史学領域、考古学領域
      - 言語学・現代日本語学分野
言語学領域、現代日本語学領域
      - 日本語・日本文学分野
日本語学領域、日本文学領域
      - 外国語・外国文学分野
中国言語文化学領域、英米言語文化学領域、フランス言語文化学領域、ドイツ言語文化学領域

    - 2015年入学生まで
      - 哲学芸術学専修コース
教育研究領域：哲学、芸術学
      - 行動科学専修コース
教育研究領域：心理学、地理学、社会学、社会文化学、文化人類学
      - 歴史文化学専修コース
教育研究領域：日本史、東洋史、西洋史、考古学
      - 言語科学専修コース
教育研究分野：言語学、日本語学、英語学、フランス語学
      - 言語文化学専修コース
教育研究領域：日本言語文化、中国言語文化、英米言語文化、ドイツ言語文化、フランス言語文化

- 教育学部[29]
  - 学校教員養成課程
    - 小学校教育コース
      - 教育学専修
      - 教育心理学専修
      - 国語教育専修
      - 社会科教育専修
      - 数学教育専修
      - 理科教育専修
      - 音楽教育専修
      - 美術教育専修
      - 保健体育専修
      - 家政教育専修
      - 英語教育専修
      - ものづくり・情報教育専修
      - 特別支援教育専修

    - 中学校教育コース
      - 国語教育専修
      - 社会科教育専修
      - 数学教育専修
      - 理科教育専修
      - 音楽教育専修
      - 美術教育専修
      - 保健体育専修
      - 技術教育専修
      - 家政教育専修
      - 英語教育専修

    - 特別支援教育コース
    - 幼児教育コース

  - 養護教諭養成課程

- 法学部
  - 法学科[30]
    - 昼間コース
    - 夜間主コース

- 経済学部
  - 経済学科[31]
    - 昼間コース（下記4コースへの所属は2年次から）
      - 現代経済分析コース
      - 国際比較経済コース
      - 組織経営コース
      - 会計プロフェッションコース

    - 夜間主コース（下記2コースへの所属は2年次から）
      - 経済学コース
      - 政策学コース

- 理学部[32]
  - 数学科[33]
教員の研究部門：代数学、幾何学、解析学
  - 物理学科[34]
教員の研究部門：基礎物理学、物性物理学、量子物理学
  - 化学科[35]
教員の研究部門：分子化学、反応化学、物質化学
  - 生物学科[36]
教員の研究部門：生体分子機能科学、生体制御科学
  - 地球科学科[37]
教員の研究部門：地球惑星科学、地球物質循環学

- 医学部
  - 医学科[38]（6年制）
  - 保健学科[39]
    - 看護学専攻
    - 放射線技術科学専攻
    - 検査技術科学専攻

- 歯学部
  - 歯学科[40]（6年制）

- 薬学部
  - 薬学科[41]（6年制）
  - 創薬科学科[42]

- 工学部
  - 機械システム系
    - 機械工学コース
    - ロボティクス・知能システムコース

  - 環境・社会基盤系

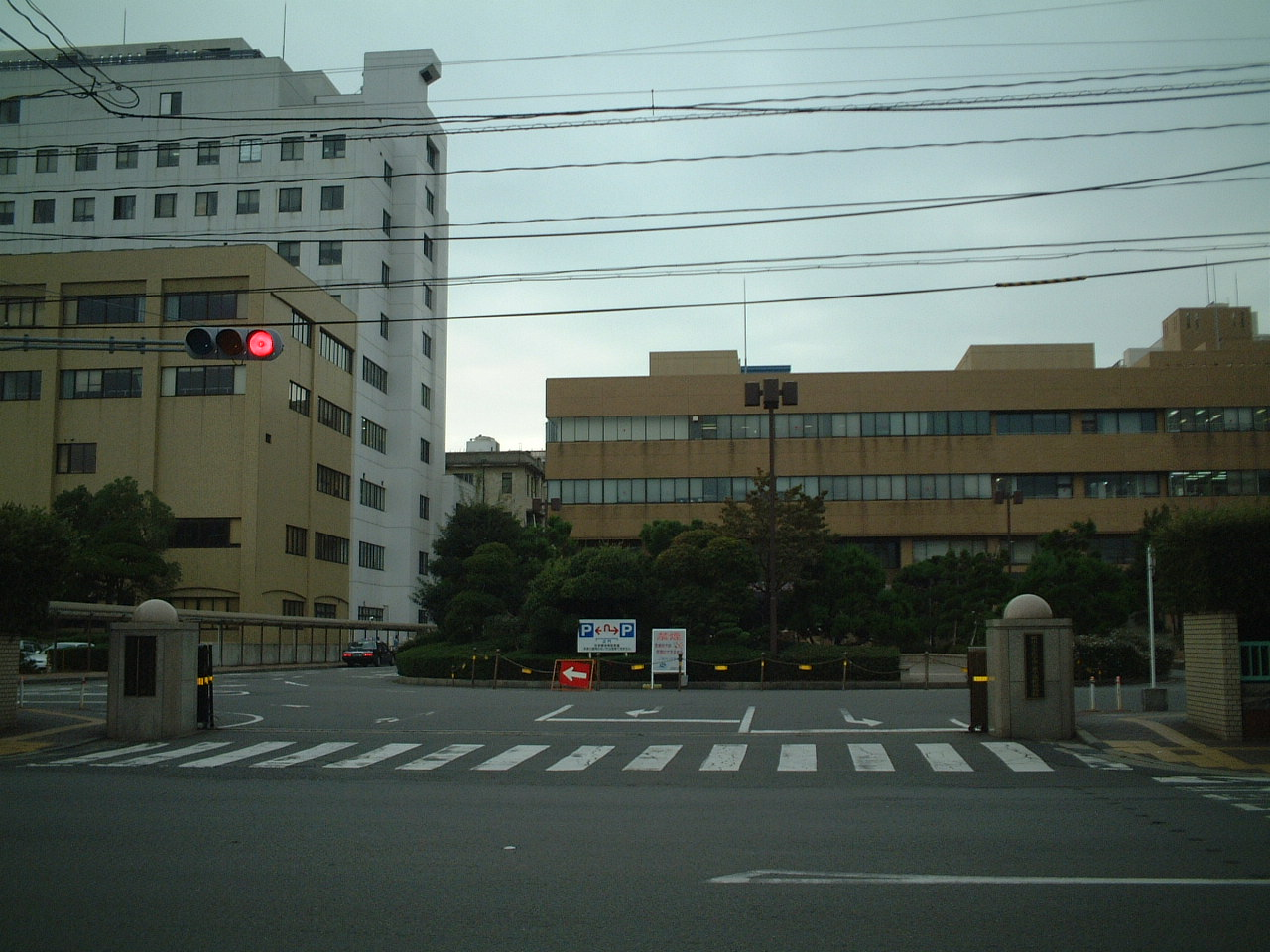
鹿田キャンパス

    - 都市環境創成コース（土木教育プログラム・建築教育プログラム）
    - 環境マネジメントコース

  - 情報・電気・数理データサイエンス系
    - 情報工学コース
    - ネットワーク工学コース
    - エネルギー・エレクトロニクスコース
    - 数理データサイエンスコース

  - 化学・生命系
    - 応用科学コース
    - 生命工学コース
※ 注：コース所属は2年次から

- 農学部
  - 総合農業科学科[43]
    - 農芸化学コース
    - 応用植物科学コース
    - 応用動物科学コース
    - 環境生態学コース - 研究ユニットは緑地生態学・森林生態学、土壌環境管理学、水系保全学、昆虫生態学・進化生態学、生物生産システム工学、食料生産システム管理学・資源管理学の9ユニット 
※ 注：コース所属は2年次から
- グローバル・ディスカバリー・プログラム[44]

#### 研究科

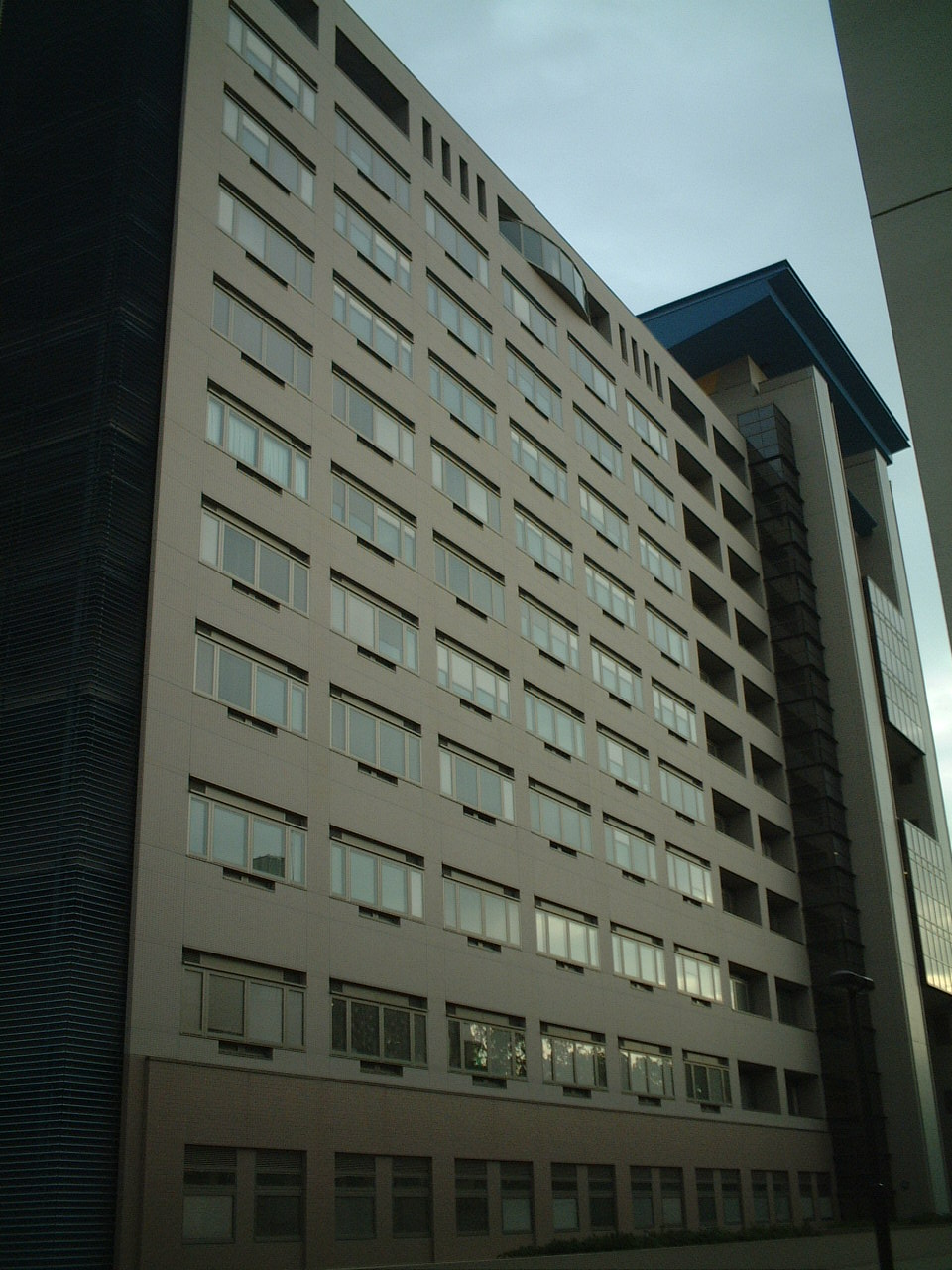
岡山大学病院病棟

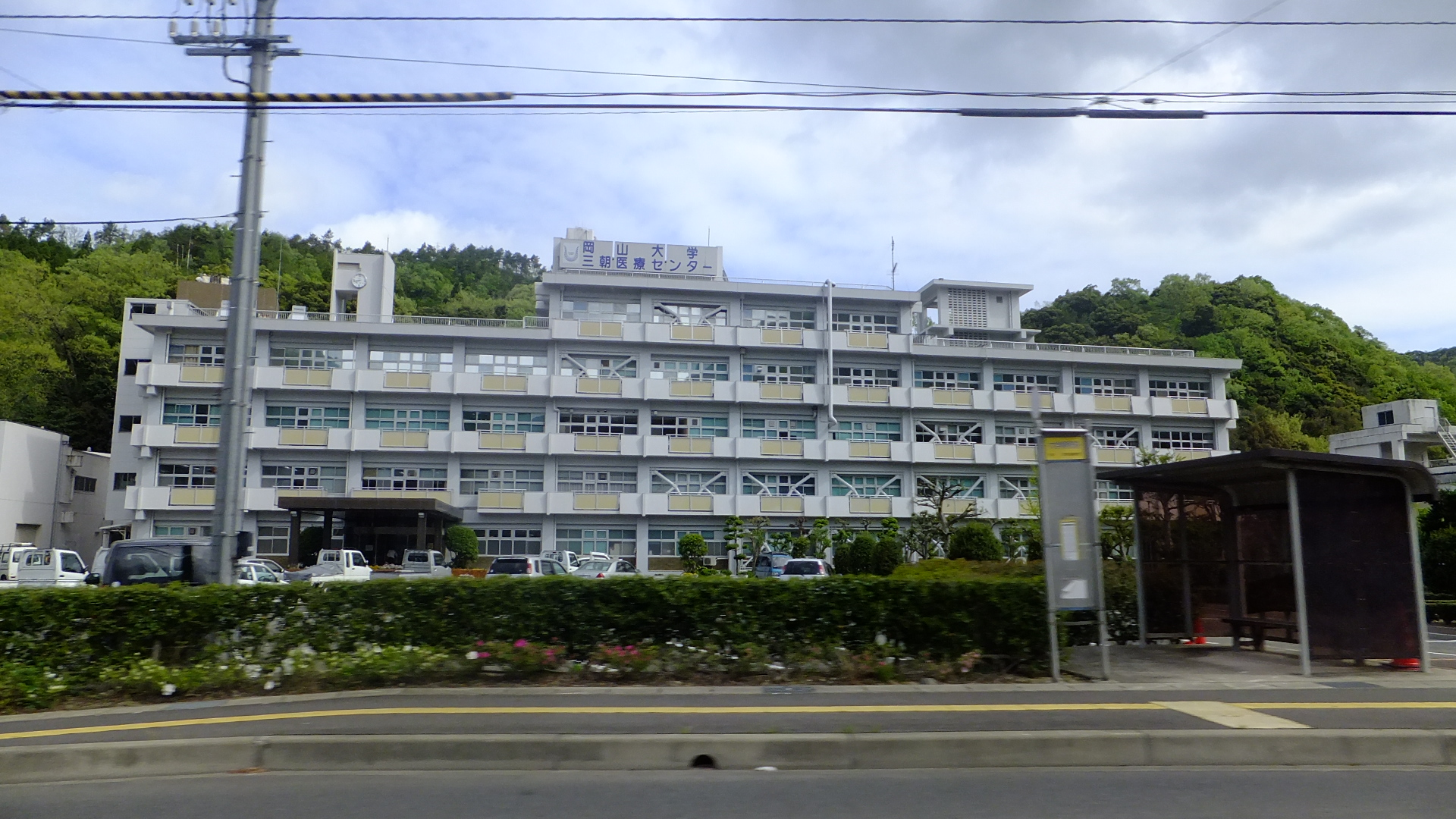
岡山大学病院三朝医療センター（2016年閉院）

- 教育学研究科[45]
  - 学校教育学専攻（修士課程）
  - 発達支援学専攻（修士課程）
    - 幼児教育コース
    - 特別支援教育コース
    - 養護教育コース

  - 教科教育学専攻（修士課程）
    - 国語教育コース
    - 社会科教育コース
    - 数学教育コース
    - 理科教育コース
    - 音楽教育コース
    - 美術教育コース
    - 保健体育コース
    - 技術教育コース
    - 家政教育コース
    - 英語教育コース

  - 教育臨床心理学専攻（修士課程、臨床心理士第1種指定大学院）
  - 教職実践専攻（専門職学位課程、教職大学院）

- 社会文化科学研究科
  - 博士前期課程[46]
    - 社会文化基礎学専攻
      - 講座：哲学・思想文化論講座、表象文化論講座、人間行動論講座、法政理論講座、経済理論・統計講座

    - 比較社会文化学専攻
      - 講座：日本・アジア文化論講座、欧米言語文化論講座、言語情報論講座、比較国際法政講座、比較経済講座、歴史文化論講座

    - 公共政策科学専攻
      - 講座：公共法政講座、政策科学講座、司法政策講座
      - 公務員を志望する学生のほか、政策立案能力向上を目指す現役の公務員や地方議会議員を対象とした「地域公共政策コース」が設けられている

    - 組織経営専攻（MBA課程、経営大学院）
      - 講座：経営学講座、会計学講座、組織経済学講座

  - 博士後期課程
    - 社会文化学専攻
      - 文化共生学講座
        - 教育・研究分野：人間文化論、社会文化論

      - 人間社会科学講座
        - 教育・研究分野：日本文化論、比較社会発展論

      - 政策科学講座
        - 教育・研究分野：公共政策論、現代企業論

- 自然科学研究科[47]
  - 博士前期課程
    - 数理物理科学専攻
講座：数理科学講座、物理科学講座
    - 分子科学専攻
講座：物質基礎科学講座
    - 生物科学専攻
講座：生物科学講座
    - 地球科学専攻
講座：地球システム科学講座
    - 機械システム工学専攻
講座：先端機械学講座、知能機械システム学講座
    - 電子情報システム工学専攻
講座：電気電子機能開発学講座、計算機科学講座、情報通信システム学講座
    - 応用化学専攻[48]
講座：応用化学講座
    - 生命医用工学専攻[48]
講座：生命工学講座

  - 博士後期課程
    - 数理物理科学専攻
講座：数理科学講座、物理科学講座、連携講座（X線先端物理学）
    - 地球生命物質科学専攻
講座：物質基礎科学講座、生物科学講座、地球システム科学講座
    - 産業創成工学専攻
講座：計算機科学講座、情報通信システム学講座、電気電子機能開発学講座、知能機械システム学講座、先端機械学講座
    - 応用化学専攻[48]
講座：応用化学講座
    - 生命医用工学専攻[48]
講座：生命工学講座、連携講座（生体材料機能設計学）

  - 5年一貫制博士課程
    - 地球惑星物質科学専攻
講座：分析地球惑星化学講座、実験地球惑星物理学講座、有機地球惑星科学講座（連携講座）

- 保健学研究科
  - 保健学専攻[49]（博士前期課程・博士後期課程）
    - 看護学分野
領域：基礎看護学、成育看護学、臨床応用看護学、コミュニティヘルス看護学
    - 放射線技術科学分野
領域：医用情報理工学、放射線健康支援科学
    - 検査技術科学分野
領域：病態情報科学、生体情報科学
    - コース
      - 一般コース
      - CNSコースがん看護
      - 助産学コース
      - 放射線安全・医療応用学コース
      - 医学物理士コース

- 環境生命科学研究科[50]
  - 博士前期課程
    - 社会基盤環境学専攻
講座：都市環境創成学講座、農村環境創成学講座
    - 生命環境学専攻
講座：環境生態学講座、人間生態学講座
    - 資源循環学専攻
講座：循環型社会形成学講座、物質エネルギー学講座
    - 生物資源科学専攻
講座：生物機能化学講座、植物ストレス科学講座
    - 生物生産科学専攻
講座：植物機能開発学講座、動物機能開発学講座

  - 博士後期課程
    - 環境科学専攻
講座：都市環境創成学講座、農村環境創成学講座、環境生態学講座、人間生態学講座、循環型社会形成学講座、物質エネルギー学講座
    - 農生命科学専攻
講座：生物機能化学講座、植物ストレス科学講座、植物機能開発学講座、動物機能開発学講座

- 医歯薬学総合研究科
  - 修士課程
    - 医歯科学専攻
      - 一般コース
      - 国際医療保健コース
      - 衛生・公衆衛生人材育成コース
      - 分子イメージング技術修得コース
      - 公衆衛生学コース（[公衆衛生学修士|MPH課程]）

  - 4年制博士課程
    - 生体制御科学専攻
大講座：生体機能制御学[51]、生体薬物制御学[52]、脳神経制御学[53]
    - 病態制御科学専攻
大講座：病態機構学[54]、腫瘍制御学[55]、臨床応用薬学[56]
    - 機能再生・再建科学専攻
大講座：生体機能再生・再建学[57]、口腔・顎・顔面機能再生制御学[58]
    - 社会環境生命科学専攻
大講座：国際環境科学[59]、総合社会医科学[60]
    - 連携講座
教育研究分野[61]：分子イメージング科学（連携機関：理化学研究所）、総合感染症学（連携機関：国立感染症研究所）、長寿医療科学（連携機関：国立長寿医療研究センター）、レギュラトリーサイエンス学（連携機関：医薬品医療機器総合機構）、実践総合診療学（連携機関：岡山市立市民病院）、総合循環器病学（連携機関：国立循環器病研究センター）
    - 履修コース
一般コース、臨床専門医コース（医学系）、臨床専門医コース（歯学系）、がんプロフェッショナルコース（医学系）、がんプロフェッショナルコース（薬学系）、分子イメージング教育コース、アカデミックGP養成コース（2014年度に設置）

  - 博士前期課程[62]
    - 薬科学専攻（2010年に創薬生命科学専攻博士前期課程を廃止して設置）
      - 薬品合成解析学講座
分野：薬品合成学、物質情報解析学
      - 生命反応解析学講座
分野：分子生命解析学、病態代謝解析学
      - 薬効解析応用学講座
分野：薬効評価解析学、薬物療法応用学
      - 環境因子応用解析学講座講座
分野：環境解析学、微生物応用学

  - 博士後期課程
    - 薬科学専攻（2012年に創薬生命科学専攻博士後期課程を廃止して設置）
      - 創薬分子生命科学講座[63]

- ヘルスシステム統合科学研究科（独立研究科）
  - ヘルスシステム統合科学専攻
    - バイオ・創薬部門
    - 医療機器・医療材料部門
    - ヘルスケアサイエンス部門
    - ヒューマンケアイノベーション部門

- 法務研究科（専門職学位課程、法科大学院）
  - 法務専攻[64]

- 兵庫教育大学大学院連合学校教育学研究科
  - 学校教育実践学専攻（後期3年のみの博士課程）
  - 先端課題実践開発専攻（後期3年のみの博士課程）
  - 教科教育実践学専攻（後期3年のみの博士課程）

#### 専攻科
- 特別支援教育特別専攻科

#### 別科
- 養護教諭特別別科

#### 学術研究院
- 2021年（令和3年）4月1日に設置された組織。従前の教育研究組織としての研究科と学部について、教員が所属する教員組織と学生が所属する教育組織に分離（「教教分離」）する観点から見直して、前者に相当する組織として「学術研究院」が設けられた。全学的な視点において、教員の再配置を行い、多様で柔軟な“教育課程”（学部教育と大学院教育の両方が含まれる）の編成を行うための基盤としている。なお、2023年度以降に予定される大学院改革のためでもあるとされている[17]。

- 学術研究院には、以下の学域が置かれており、研究所と附属病院等を除く教員は、いずれか一つの学域に所属することになった[17][注釈 6]。
  - 教育学域
  - 社会文化科学学域
  - 自然科学学域
  - 保健学域
  - 環境生命科学学域
  - 医歯薬学域
  - ヘルスシステム統合科学学域
  - 法務学域

#### 附属機関
- 附置研究所
  - 資源植物科学研究所
    - 植物ストレス科学共同研究コア[65]
    - 次世代作物共同研究コア[66]
    - 附属大麦・野生植物資源研究センター[67]

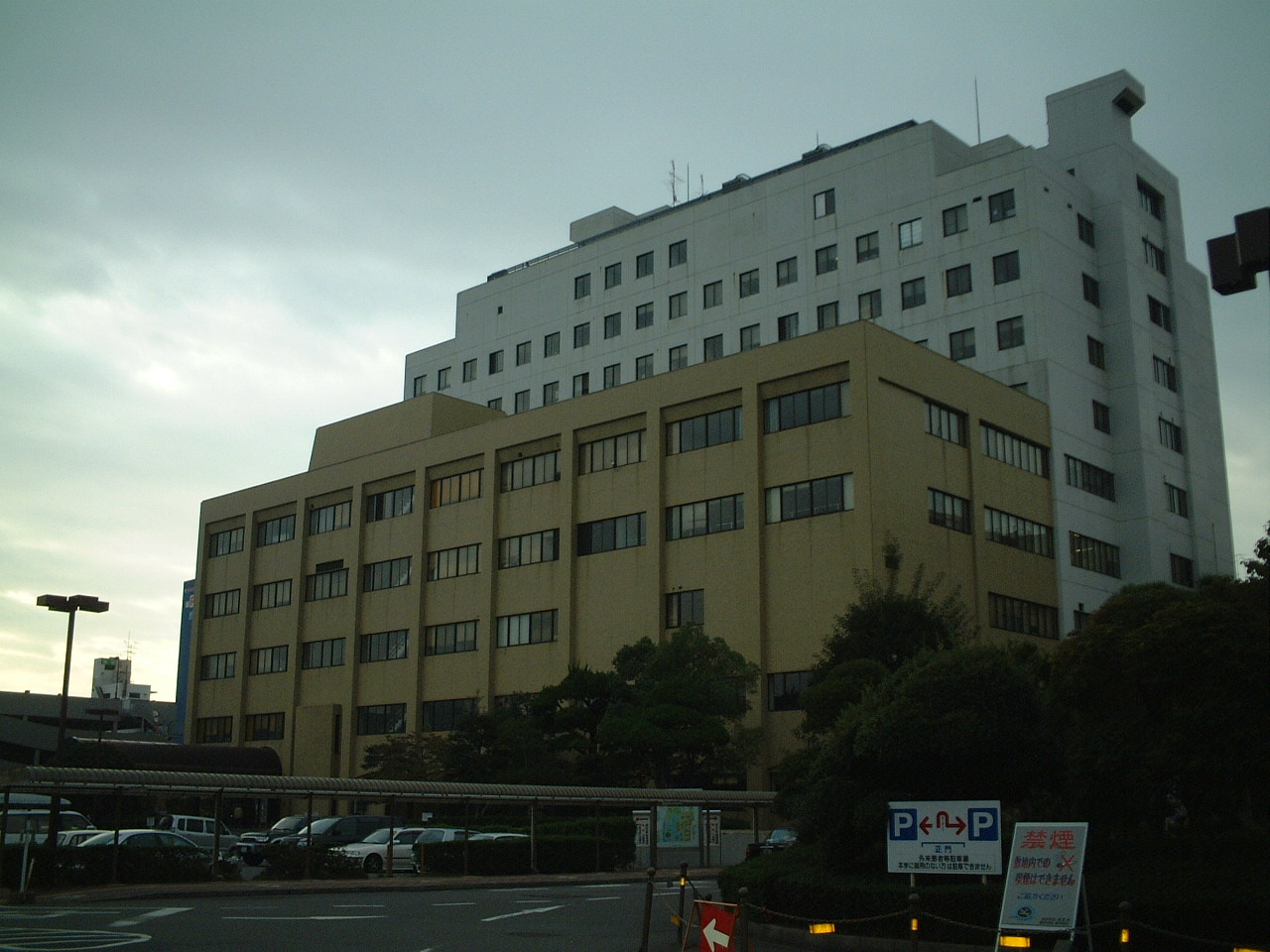
岡山大学病院（歯学系）（岡山市北区鹿田）

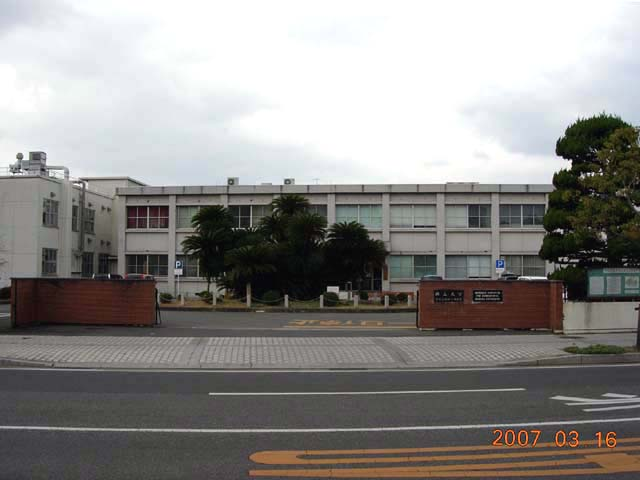
岡山大学資源植物科学研究所（倉敷市）

  - 惑星物質研究所（旧・地球物質科学研究センター）
  - 異分野基礎科学研究所
  - 文明動態学研究所

- 岡山大学病院
  - 三朝医療センター（2016年2月6日閉院）

- 教育推進機構
  - 共通教育部門
  - 外国語教育部門
  - 入試・高大接続部門
  - 学生支援部門
  - 学習・教授支援（CTE）部門
  - L-cafe

- 研究・イノベーション共創機構
  - 研究企画戦略室（URA室）
  - 学術研究推進本部
  - 産学官連携本部
  - 医療系本部
  - 知的財産本部
  - 価値創造統合リスクマネジメント本部
  - 機器共用推進本部
  - 地域共創本部
  - スタートアップ・ベンチャー創出本部
    - 新技術研究センター
    - 産学官融合センター
    - 全学オープンラボ

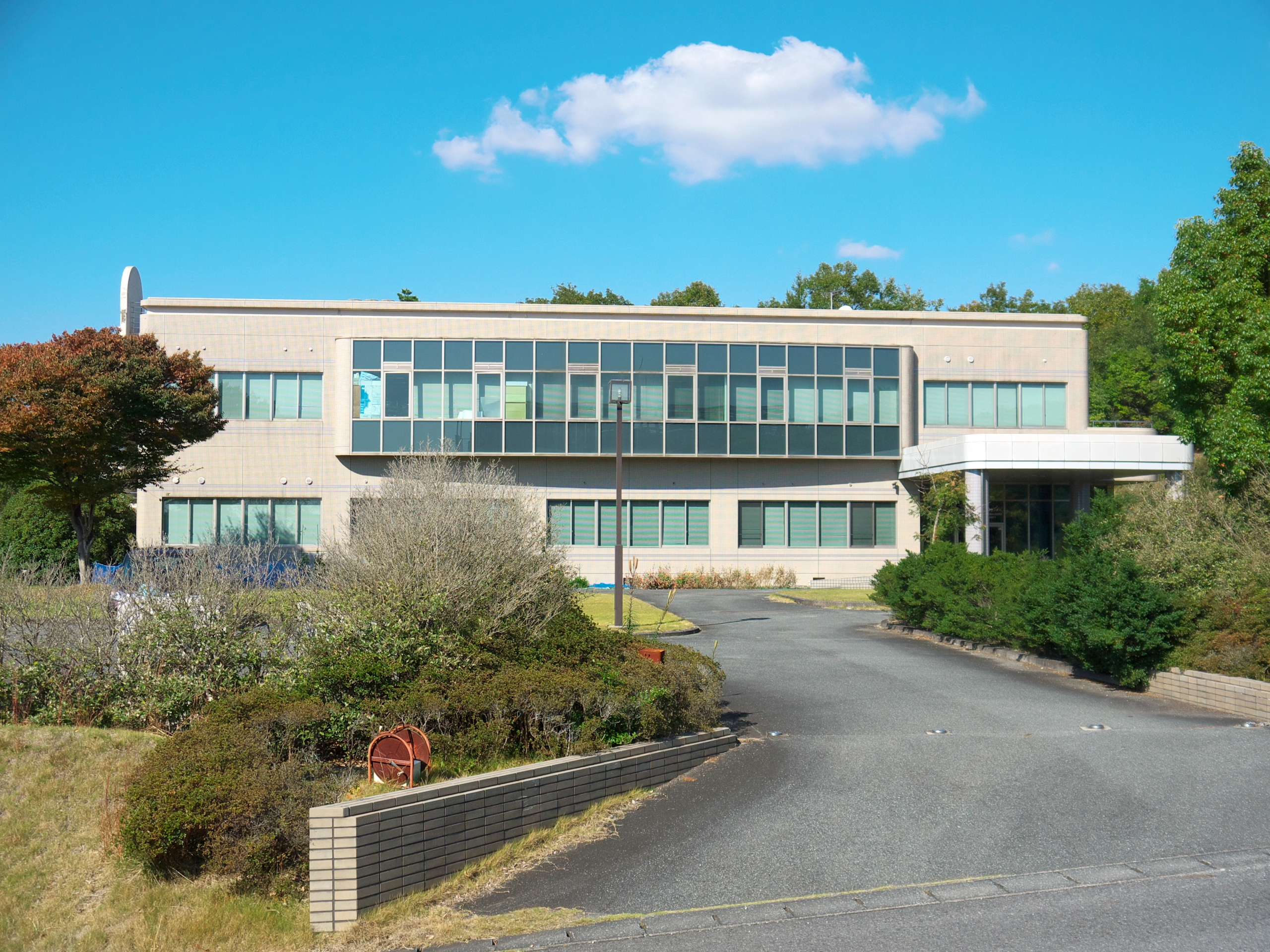
岡山大学産学官融合センター（岡山市北区芳賀）

- イノベーションマネジメントコア（IMaC）（旧オープンイノベーション機構）

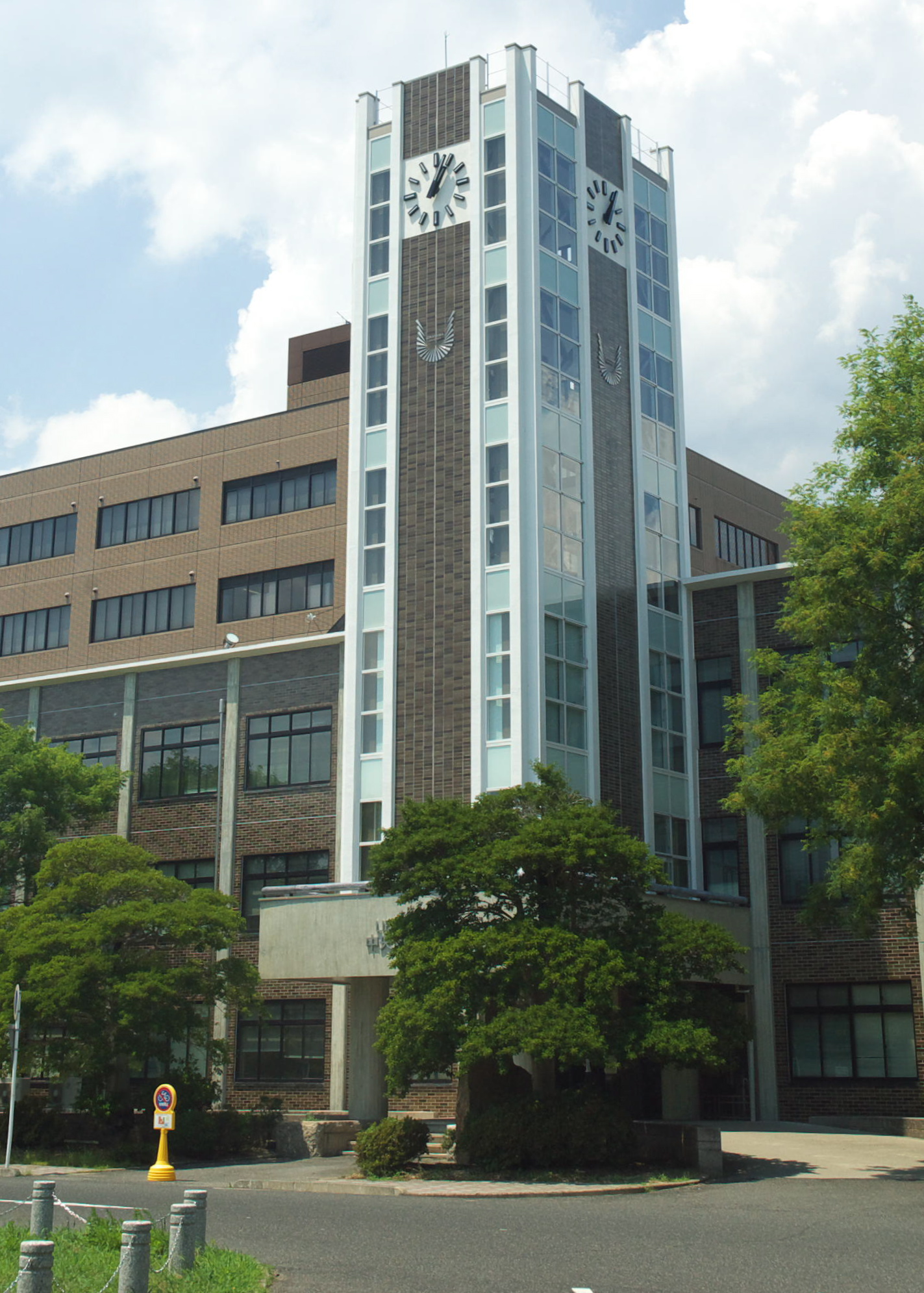
岡山大学附属図書館中央館

- 安全衛生推進機構

- 全学センター
  - 評価センター
  - 保健管理センター
  - 環境管理センター
  - 情報統括センター
  - グローバル人材育成院
  - 教師教育開発センター
  - 自然生命科学研究支援センター
  - 生殖補助医療技術教育研究センター
  - 中性子医療研究センター
  - グリーンイノベーションセンター
  - AI・数理データサイエンスセンター
  - 腸健康科学研究センター

- グローバル最先端異分野融合研究機構
  - ナノバイオ標的医療イノベーションセンター
  - インド感染症共同研究センター
  - エラスムス・ムンドゥス・パートナーシップ
  - 先進基礎科学特別コース

- カーボンニュートラル戦略本部

- ダイバーシティ推進本部
  - 男女共同参画室
  - 次世代育成支援室
  - 障がい者雇用推進室
  - 高齢者雇用安定室

- グローバルエンゲージメントオフィス

- 附属学校園
  - 附属幼稚園
  - 附属小学校
  - 附属中学校
  - 附属特別支援学校

- 附属図書館岡山大学附属図書館中央館
  - 分館
    - 鹿田分館
    - 資源植物科学研究所分館

- 学部および研究科附属の教育研究施設等
  - 理学部
    - 臨海実験所
    - 界面科学研究施設[68]
    - 量子宇宙研究センター[69]

  - 農学部
    - 附属山陽圏フィールド科学センター
農場・牧場：岡山農場、八浜農場、津高牧場

  - 教育学研究科
    - 国際創造性・STEAM教育開発センター

  - 社会文化科学研究科
    - 東アジア国際協力・教育研究センター

  - 医歯薬学総合研究科
    - 薬用植物園（薬学系）
    - 医療教育センター

  - 法務研究科
    - 弁護士研修センター

- その他
  - 岡山大学出版会

### 国内拠点
- 東京オフィス（東京都港区芝浦3-3-6 キャンパス・イノベーションセンター (CIC) 6階 601号室 【最寄駅：JR山手線・京浜東北線 田町駅東口（芝浦口）から徒歩1分、都営地下鉄浅草線・三田線　三田駅（A4出口）から徒歩5分】）[70]

### 海外拠点
- 岡山大学ベトナム事務所（ベトナム・フエ、国立フエ大学構内）
- 岡山大学中国事務所
  - 岡山大学中国北京事務所（中国・北京市、首都師範大学構内）
  - 岡山大学中国長春事務所（中国・長春市、東北師範大学構内）
  - 岡山大学中国瀋陽事務所（中国・瀋陽市、中国医科大学構内）
  - 岡山大学中国上海事務所（中国・上海市、上海理工大学構内）
- 岡山大学インド感染症共同研究センター（インド・コルカタ、国立コレラおよび腸管感染研究所内）
- 岡山大学ロンドン事務所（イギリス・ロンドン）

### 研究

#### 21世紀COEプログラム
21世紀COEプログラムとして、2件のプロジェクトが採択された。
- 2003年（平成15年）度採択
数学・物理学・地球科学
固体地球科学の国際研究拠点形成
学際・複合・新領域
循環型社会への戦略的廃棄物マネジメント

#### その他主な国庫研究
文部科学省特別教育研究経費
- 次世代がん研究シーズ戦略的育成プログラム
- 口腔からQOL向上を目指す連携研究（大学院医歯薬学総合研究科（歯学系））
- 橋渡し研究加速ネットワークプログラム
- 感染症研究国際展開戦略プログラム
- 革新的イノベーション創出プログラム（COI STREAM）
- 革新的イノベーション創出プログラム（COI STREAM）大学等シーズ・ニーズ創出強化支援事業（イノベーション対話促進プログラム）
- 先端研究基盤共用・プラットフォーム形成事業
- 研究大学強化促進事業
  - 2013年（平成25年）8月に文部科学省の「研究大学強化促進事業」の支援対象機関に選定された。同事業は、大学等における研究力強化を促進し、世界水準の優れた研究活動の支援を目的とし本学を含め22の大学、大学共同利用機関法人が選定された。
- 科学技術イノベーション創出に向けた大学フェローシップ創設事業
- 高度医療人材養成事業（医師養成課程充実のための教育環境整備）
- 保健医療分野におけるAI研究開発加速に向けた人材養成産学協働プロジェクト
- 国立大学経営改革促進事業
- 地域中核・特色ある研究大学の連携による産学官連携・共同研究の施設整備事業
- 地域中核・特色ある研究大学強化促進事業（J-PEAKS）
- オープンアクセス加速化事業

国立研究開発法人科学技術振興機構（JST）
- 若手研究者の自立的研究環境整備促進
- 女性研究者支援モデル育成
- 科学技術連携施策群の効果的・効率的な推進
- 先端融合領域イノベーション創出拠点の形成事業
- 我が国の未来を拓く地域の実現に関する調査研究
- SICORP国際科学技術共同研究推進事業（戦略的国際共同研究プログラム）
- 次世代研究者挑戦的研究プログラム（SPRING）
- 共創の場形成支援プログラム
- [大学発新産業創出基金事業 ディープテック・スタートアップ国際展開プログラム（D-Global）

国立研究開発法人日本医療研究開発機構（AMED）
- 再生医療実用化研究事業
- 再生医療実現拠点ネットワークプログラム（幹細胞・再生医学イノベーション創出プログラム）
- 中央治験審査委員会・中央倫理審査委員会基盤整備事業
- 国産医療機器創出促進基盤整備等事業
- 革新的先端研究開発支援事業(PRIME)
- 橋渡し研究戦略的推進プログラム
- 優れた医療機器の創出に係る産業振興拠点強化事業（スタートアップ支援強化枠）
- 新興・再興感染症研究基盤創生事業 海外拠点研究領域

内閣府事業
- 戦略的イノベーション創造プログラム（SIP）[71]
- 革新的研究開発推進プログラム（ImPACT）[72]（研究開発プログラム）
- 国立大学イノベーション創出環境強化事業[73]。

総務省
- 戦略的情報通信研究開発推進事業(SCOPE)

経済産業省
- Web3.0・ブロックチェーンを活用したデジタル公共財等構築実証事業

農林水産省事業
- 革新的技術創造促進事業（異分野融合共同研究）
- 革新的技術開発・緊急展開事業
- レギュラトリーサイエンス新技術開発事業

環境省事業
- 地域ぐるみでの脱炭素経営支援体制構築モデル事業

スポーツ庁
- スタジアム・アリーナ改革推進事業

### 教育
- スーパーグローバル大学等事業 (SGU) スーパーグローバル大学創成支援 (Top Global University Project)
  - 2014年（平成26年）度採択
    - 「PRIMEプログラム：世界で活躍できる「実践人」を育成する！」

- 未来医療研究人材養成拠点形成事業【（テーマB）リサーチマインドを持った総合診療医の養成】
  - 2013年（平成25年）度採択
    - 地域を支え地域を科学する総合診療医の育成（大学院医歯薬学総合研究科）

- 基礎・臨床を両輪とした医学教育改革によるグローバルな医師養成事業【（B）グローバルな医学教育認証に対応した診療参加型臨床実習の充実】
  - 2012年（平成24年）度採択
    - 「脱ガラパゴス！－医学教育リノベーション－」（医学部医学科）

- 大学の世界展開力強化事業【タイプA-I 日中韓のトライアングル交流事業-CAMPUS ASIA Pilot Program-】
  - 2009年（平成21年）度採択
    - 東アジアの共通善を実現する深い教養に裏打ちされた中核的人材養成プログラム（大学院社会文化科学研究科）

- 特色ある大学教育支援プログラム（特色GP）
  - 2004年（平成16年）度採択
    - 日本語力の徹底訓練による発想型技術者育成（学部単位）

  - 2005年（平成17年）度採択
    - 新機軸「学生参画」による教育改善システム（全学）

  - 2007年（平成19年）度採択
    - 医学における知の創生現場実体験プログラム（医学部医学科）

- 現代的教育ニーズ取組支援プログラム（現代GP）
  - 2004年（平成16年）度採択
    - バイオ人材教育による地域活性化方策（大学院医歯薬学総合研究科）

  - 2005年（平成17年）度採択
    - バリアフリーによる双方向スポーツ教育活動（教育学部）

  - 2007年（平成19年）度採択
    - 晴れの国より巣立つ環境学ジェネラリスト（環境理工学部）

- 組織的な大学院教育改革支援プログラム（大学院GP）
  - 2005年（平成17年）度採択　※ 「魅力ある大学院教育イニシアティブ」として採択
    - 『いのち』をまもる環境学教育（大学院環境学研究科）

  - 2006年（平成18年）度採択　※ 「魅力ある大学院教育イニシアティブ」として採択
    - 先端基礎科学開拓研究者育成プログラム（大学院自然科学研究科）

  - 2007年（平成19年）度採択　※ 「大学院教育改革支援プログラム」として採択
    - ユニット教育による国際保健実践の人材育成（大学院医歯薬学総合研究科）
    - 医療系大学院高度臨床専門医養成コース（大学院医歯薬学総合研究科）

  - 2008年（平成20年）度採択　※ 「大学院教育改革支援プログラム」として採択
    - アジア環境再生の人材養成プログラム（大学院環境学研究科）

  - 2009年（平成21年）度採択
    - ARTプログラムによる医学研究者養成（大学院医歯薬学総合研究科）

- 地域医療等社会的ニーズに対応した質の高い医療人養成プログラム
  - 2007年（平成19年）度採択
    - 女性を生かすキャリア支援計画（医療教育統合開発センター）

- がんプロフェッショナル養成プラン
  - 2007年（平成19年）度採択
    - 中国・四国広域がんプロ養成プログラム －チーム医療を担うがん専門医療人の育成－（大学院医歯薬学総合研究科）

（共同申請大学：岡山大学、愛媛大学、香川大学、川崎医科大学、高知大学、高知女子大学、徳島大学、山口大学）
- 戦略的大学連携支援事業
  - 2008年（平成20年）度採択
    - 連携拠点「科学Tryアングル岡山」による多角的科学の推進と地域活性化への挑戦

（連携機関：岡山大学、岡山理科大学、倉敷芸術科学大学、津山工業高等専門学校、岡山県）
- 大学教育の国際化加速プログラム（国際共同・連携支援）
  - 2008年（平成20年）度採択
    - 生物資源の開発・利用に関する国際連携教育（生物資源戦略を担う人材育成のための実践的教育プログラムの共同開発）（大学院自然科学研究科）

- 産学連携による実践型人材育成事業－長期インターンシップ・プログラムの開発－
  - 2006年（平成18年）度採択
    - エンジニアリングデザイン能力の育成プラン（大学院自然科学研究科）

- 専門職大学院等における高度専門職業人養成教育推進プログラム
  - 2006年（平成18年）度採択 ※ 「資質の高い教員養成推進プログラム」として採択
    - 大学コンソーシアムによる幼稚園教員の養成（教育学部）

（共同申請大学：岡山大学、美作大学、倉敷市立短期大学、新見公立短期大学、岡山短期大学、川崎医療短期大学、吉備国際大学短期大学部、美作大学短期大学部）
  - 2007年（平成19年）度採択 ※ 「専門職大学院等教育推進支援プログラム」として採択
    - 医療・福祉分野での地域連携法曹教育の確立（大学院法務研究科）
    - 真に課題解決能力を育てるカリキュラム開発（大学院教育学研究科）

  - 2008年（平成20年）度採択
    - 中四国法科大学院連携教育システムの構築（大学院法務研究科）

- 若手研究者インターナショナル・トレーニング・プログラム（ITP）
  - 2009年（平成21年）度採択
    - 若手研究者インターナショナル・トレーニング・プログラム（ITP）（大学院医歯薬学総合研究科）

- 科学技術振興機構「グローバルサイエンスキャンパス」
  - 2014年（平成26年）度採択
    - 科学先取りグローバルキャンパス岡山

- 課題解決型高度医療人材養成プログラム【取組1－（3） 歯科医療人材養成プログラム】
  - 2014年（平成26年）度採択
    - 「健康長寿社会を担う歯科医学教育改革　－死生学や地域包括ケアモデルを導入した医科歯科連携教育体制の構築－」

- DX等成長分野を中心とした就職・転職支援のためのリカレント教育推進事業

## 学生生活

### 黒正賞
岡山大学では1962年（昭和37年）度より毎年、各学部を卒業する学業および人物の優れた学生に対して「岡山大学黒正賞」を授与している。前身である旧制第六高等学校の校長を務め、現在の津島キャンパスの用地を確保し新制岡山大学の創立に貢献した黒正巌を記念して設けられている。

### 部活動・クラブ活動・サークル活動
岡山大学の学生自治組織として、大学内におけるサークル活動を統括する「校友会」が存在している。校友会は津島キャンパスの文化会、体育会、鹿田キャンパスの医学部分局、歯学部分局、津島キャンパス法・経済学部夜間主コースの夜間主分局の5つの組織から成り立っており、岡山大学の全学生を会員として、学生によって自主運営されている。岡山大学では校友会に加入しているサークル活動および大学公認の同好会活動を大学の公認サークルとしている。
1995年までは「学友会」が現在の校友会に相当する活動を行っていたが、学生による自主的な運営がされていないとして岡山大学の決定で解散している。現在の校友会は学友会の解散直前に設立され、それ以降学生自治組織として活動している。学友会の解散については訴訟となったが、最高裁判決において学友会の解散は有効と認められている（最高裁判所第三小法廷判決　事件番号平成15(受)910）。

### 大学祭
岡山大学では現在2つの大学祭、1つの学部祭が開催されている。いずれも毎年11月に開催される。
- 岡山大学祭（津島祭）（津島キャンパス）：岡山大学大学祭実行委員会主催による全学規模の大学祭。津島（東）キャンパスの一般教育棟周辺が主会場となり、多数の部活動・サークル・同好会による模擬店とステージイベント、学外組織によるイベントなどが開かれる。また、プロのミュージシャンを招いたプロコンサートが開催される。
- 岡山大学祭（鹿田祭）（鹿田キャンパス）：鹿田キャンパス（医学部・歯学部）の大学祭。鹿田キャンパスのグラウンドと体育館が主会場となる。部活動・サークル・同好会による模擬店、ステージイベント、俳優・タレントによるトークショーが開催される。
- 岡山大学農学部フェア・収穫祭（津島キャンパス）：農学部の学生が主催・運営し、津島（西）キャンパスの農学部棟周辺で学生による模擬店・ステージイベント、野菜や花卉の販売会、研究室ポスター発表などが行われる。

## 大学関係者と組織

### 生活協同組合
岡山大学構内には岡山大学生協（略称・岡大生協）があり、津島キャンパス（4店舗）および鹿田キャンパス（1店舗）でコンビニエンスストア、書店、食堂・カフェ等の運営を行っている。全国大学生活協同組合連合会に加盟する。

### 大学関係者組織
岡山大学の同窓会として、法文経学部同窓会（文学部・法学部・経済学部）、教育学部同窓会（教育学部）、理学部同窓会（理学部）、鶴翔会（医学部）、ときわ会（医学部保健学科看護学科）、ほおゆう（医学部保健学科放射線技術科）、あらたま会（医学部保健学科検査技術科）、歯学部同窓会（歯学部）、薬友会（薬学部）、工学部同窓会（工学部）、環境理工学部同窓会（環境理工学部）、農学部同窓会（農学部）がある。
また、上記の学部学科別の同窓会組織の連合体として、2006年（平成18年）に設立された全学の同窓会組織である岡山大学同窓会がある。ただし、活動が不十分であったことから岡山大学同窓会は2013年（平成25年）10月に、卒業生だけでなく在学生や教職員、研究生など短期在籍者を構成員に加えた、岡山大学Alumniとして再編された。岡山大学Alumni（全学同窓会）には、現在東京支部と愛媛県支部の2つの支部が設立されている。

### 岡山大学出版会
岡山大学の教員が執筆した学術図書、学術雑誌および教科書の刊行・頒布を行う。会長は岡山大学長が兼任しており、岡山大学附属図書館中央館内に事務所が設置されている。詳細は「岡山大学出版会」を参照。

## 施設

### キャンパス

#### 津島キャンパス

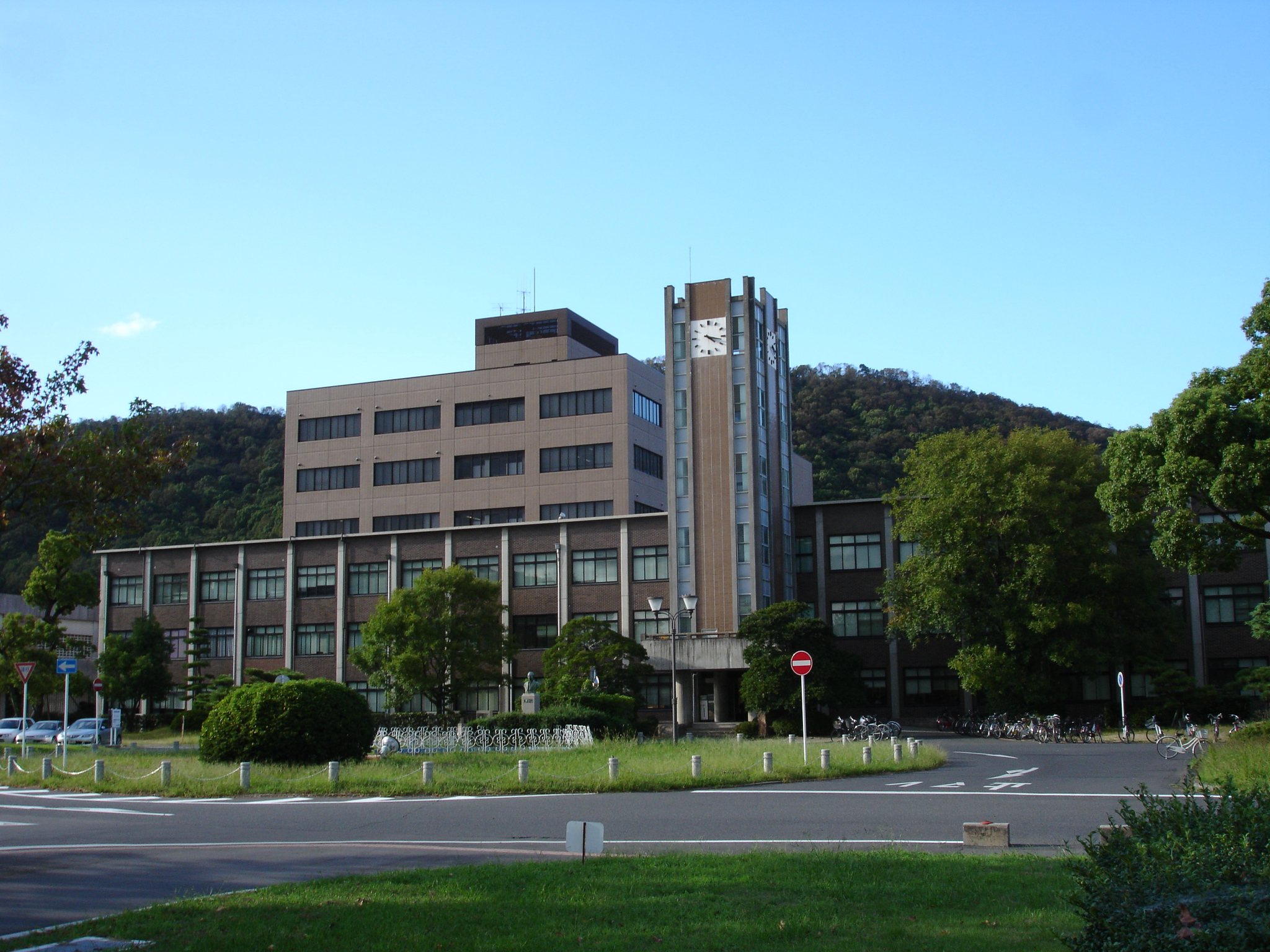
岡山大学（津島キャンパス）

- 使用学部：文学部、教育学部、法学部、経済学部、理学部、薬学部、工学部、環境理工学部、農学部、マッチングプログラムコース、グローバル・ディスカバリー・プログラム
- 使用研究科：医療系以外の各研究科（ただし大学院医歯薬学総合研究科（薬学系）は津島キャンパスを使用）
- 使用附属施設：附属図書館、保健環境センター、情報統括センター、埋蔵文化財調査研究センター、創立五十周年記念館、津島宿泊所など
- 交通アクセス：以下の方法がある。
  - JR岡山駅東口13番のりばから岡電バス「17(67)号系統 岡山大学・妙善寺」行に乗車、「岡大東門」または「岡大西門」で下車。（1〜2本/時、乗車時間約20分）
  - JR岡山駅東口7番のりばから岡電バス・中鉄バス「16号系統 本村」「26号系統 国立病院」「36号系統 辛香口」「86号系統 免許センター」行に乗車、「岡山大学筋」で下車、徒歩10分。（4〜6本/時、同約15分）
  - JR岡山駅西口22番のりばから岡電バス「47号系統(学園循環線) 岡山理科大学」行に乗車、「岡大入口」「岡大西門」「岡大北口」「岡大東門」のいずれかで下車。（2〜3本/時、同約7～25分）
  - JR津山線法界院駅で下車、徒歩10分。
- Template:ウィキ歴標

陸軍第17師団の跡地を受け継ぎ、岡山市の中心部に635,308m2の広大な敷地を擁する津島キャンパスは、山陽新幹線の停車駅からも近い場所にあり、交通の便に優れている。また、キャンパスの南北に市道学南町1号線、東西に市道津島南弓之町線という一般道が通っており、路線バスが通行するなど比較的交通量が多い。国道53号に接続しているメインストリートの岡山大学筋（市道学南町1号線、通称：南北道路）は附属図書館中央館の時計台を正面にして左右にイチョウ並木が広がり、不動産屋やコンビニエンスストア、郵便局など学生相手の商店が軒を連ねている。キャンパス周辺には閑静な住宅地や岡山県総合グラウンドがある。津島キャンパスは、学内施設の老朽化が進んでいたが、耐震化工事を兼ねて改築・改修が行われている。また、学長特別補佐に就任した建築家ユニット・SANAAの監修によるキャンパスの美装化や、Junko Fukutake Terraceなど特徴ある施設の整備が進められている。

#### 鹿田キャンパス
- 使用学部：医学部、歯学部
- 使用研究科：大学院保健学研究科、大学院医歯薬学総合研究科（医学系、歯学系）
- 使用附属施設：岡山大学病院、附属図書館鹿田分館など
- 交通アクセス：以下の方法がある。
  - JR岡山駅東口（バスターミナル内）から岡電バス「2H号系統 大学病院」行「大学病院（構内）」で下車。その他「22号系統 労災病院」行、「52号系統 当新田・大東」行、「62号系統 南ふれあいセンター・岡南飛行場」行、「92号系統 新道・倉田経由・新岡山港」に乗車、「大学病院入口」で下車。
  - JR岡山駅東口（バスターミナル外）岡山駅前及び高島屋前バス停からめぐりん医大線に乗車、「大学病院入口」で下車。
- 北緯34度39分2秒 東経133度55分6.1秒

かつての旧制岡山医科大学のキャンパスであり、正門や医学資料室など、「旧制官立大学」の歴史を感じさせる風格のある建造物が残っている。いっぽう、大学病院は地域の医療を支えるべく免震構造を備えた新病棟が建設され、最新の医療設備が整備され、県民の抱く「大学」のイメージは、この鹿田の医学部を指すことが多い。近年はアメニティの充実が図られ、コンビニエンスストアやコーヒーショップが営業している。鹿田キャンパスも岡山市中心部に位置し、交通の便がよい。SANAA設計の市民開放型ホール・Junko Fukutake Hallが建設された。

#### その他
東山地区
- 教育学部附属幼稚園・小学校・中学校、教師教育開発センター（岡山市中区東山2丁目13番80号）

平井地区
- 教育学部附属特別支援学校（岡山市中区平井3丁目914番地）

八浜地区
- 農学部附属山陽圏フィールド科学センター八浜農場（岡山県玉野市東七区）

津高地区
- 農学部附属山陽圏フィールド科学センター津高牧場（岡山市北区日応寺）

倉敷地区
- 岡山大学資源植物科学研究所（岡山県倉敷市中央2丁目20番1号）
- 倉敷ゲストハウス（岡山県倉敷市中央2丁目20番1号）
  - 教育・研究目的などでの来学者用の宿泊施設。

三朝地区
- 岡山大学惑星物質研究所（旧・岡山大学地球物質科学研究センター）（鳥取県東伯郡三朝町山田827番地）

牛窓地区
- 理学部附属臨界実験所、課外活動研修所（岡山県瀬戸内市牛窓町鹿忍130番地17）

芳賀地区
- 産学官融合センター（岡山市北区芳賀5302番地）

その他の地区
- 半田山自然教育研究林（岡山市北区津島）
- 本島地区（香川県丸亀市本島町泊494番地）
- 東京オフィス（東京都港区芝浦3丁目3番6号 キャンパス・イノベーションセンター (CIC) 6階 601号室）
  - 学生の首都圏での産学官連記支援や就職活動支援、同窓会活動のサポート拠点となっていた。
  - なお、東京工業大学キャンパスイノベーションセンター（CIC）の再開発計画に伴い、2022年（令和4年）2月までに退去する必要があり、同地点における東京オフィスは閉所した[76]。
- まちなかキャンパス城下ステーション（岡山市北区石関町2番1号）
  - かつて地域住民との交流拠点であった。2018年（平成30年）3月27日で利用を停止[77]。

### 創立五十周年記念館

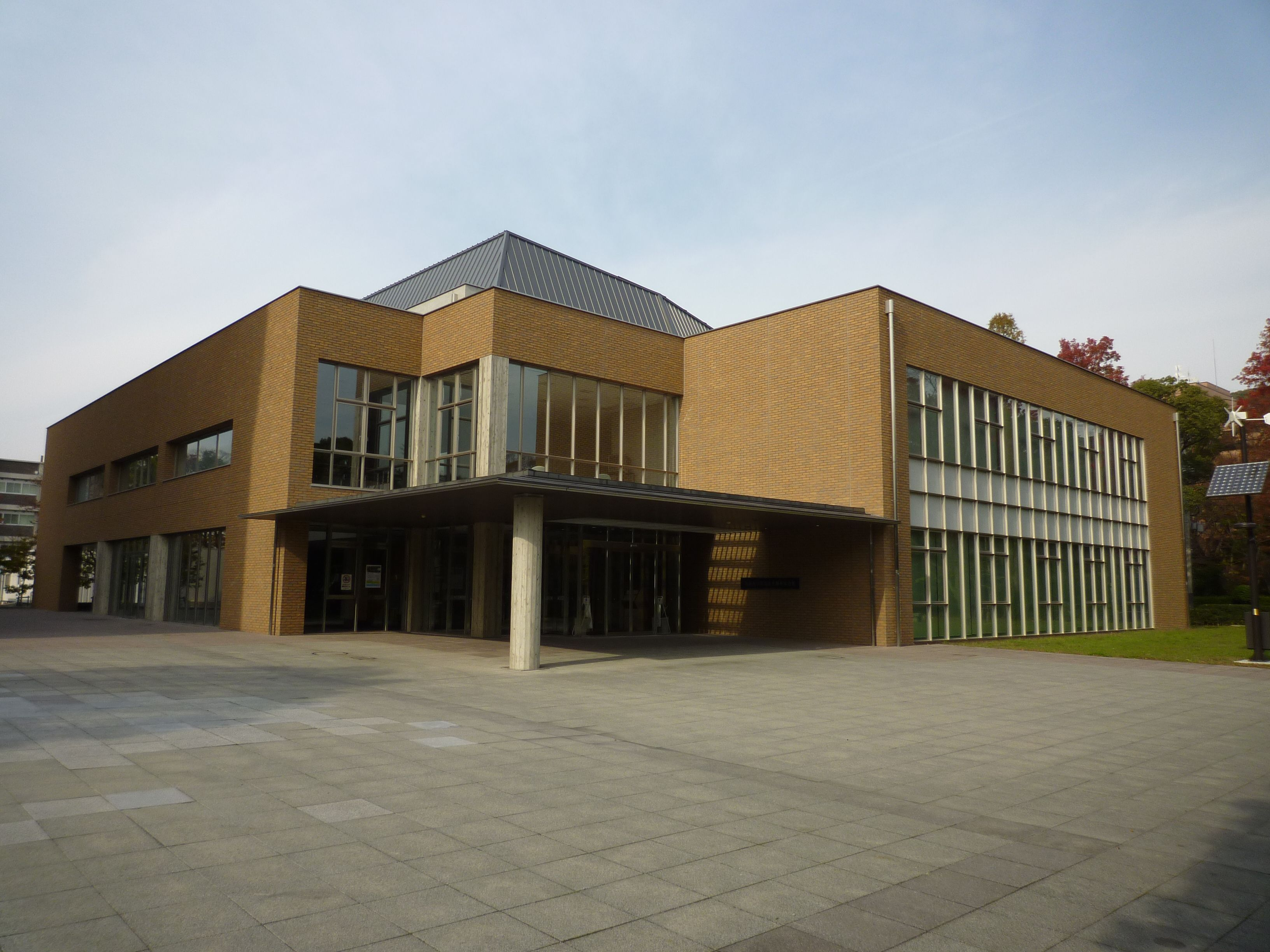
岡山大学創立五十周年記念館（津島キャンパス）

岡山大学の創立50周年を記念し、2003年（平成15年）に津島キャンパスに建設された。多目的ホール、会議室、交流サロンなどを備え、国際会議、学会、レセプション、講演会、講習会、地域との交流などに利用される。

### 寮
- 女子学生寮（岡山市北区津島桑の木町6-2、1981年（昭和56年）建築の鉄筋コンクリート5階建て、定員108人）

現在存在する学生寮は、女子学生寮のみであり、津島キャンパスの西端に設けられている。
かつては男子寮（北津寮：ほくしんりょう）が存在していた。津島キャンパス南東端にあった北津寮は、1975年（昭和50年）5月25日、外部から拠点化を狙って岡山へ来たマルクス主義青年同盟（マル青同）の襲撃を受け、当時理学部1回生だった寮生1名が殺害され、寮生多数が重軽傷を負った（岡山大学北津寮襲撃事件）。その後、新寮建設の条件をめぐって大学側と寮生側とが折り合わないまま、1982年（昭和57年）入寮募集停止。1991年（平成3年）に廃寮となった。
養護教諭養成所の女子寮として青桐寮（せいとうりょう）があったが、同課程が教育学部に編入されたことにより、1978年（昭和53年）の入寮をもって廃止された。建物は外国人留学生研究員宿泊施設として使われている。

### 外国人留学生・研究者用宿舎
岡山大学には外国人留学生のための宿舎として次の4つがあり、そのうち岡山大学国際交流会館は外国人研究者のための宿舎でもある。スーパーグローバル大学創成事業などによる国際交流の推進に際し、留学生受け入れのための宿舎についても整備が行われてきた。
- 岡山大学桑の木留学生宿舎（英: Okayama University Kuwanoki Dormitory For International Students）
  - 所在地：岡山市北区津島桑の木町6番1号（津島地区西キャンパス内）。
  - 2棟（北棟・南棟）、単身用151室[注釈 7]。
- 岡山大学福居留学生宿舎（英: Okayama University Fukui Dormitory For International Students）
  - 所在地：岡山市北区津島福居2丁目10番4号（津島地区北キャンパス内）。
  - 単身用21室[注釈 7]。
- 岡山大学国際交流会館（英: Okayama University International House For International Students & Researchers）
  - 所在地：岡山市北区津島中3丁目1番1号（津島地区北キャンパス内）。
  - 2011年（平成23年）3月竣工[79]。鉄骨造3階建て、延べ床面積約2,170m2。
  - 研究者39室（世帯用6・長期単身用3・短期単身用30）・留学生単身用18室。
- 岡山大学国際学生シェアハウス（英: Okayama University International Student Shared House）
  - 所在地：岡山市北区津島桑の木町6番2号（津島地区西キャンパス内）。
  - 2016年（平成28年）3月竣工[78]。鉄筋コンクリート造5階建て、延べ床面積2,240m2。
  - 外国人留学生・日本人学生の混住型 - 1ユニット（居室）あたり留学生3人・日本人学生1人の構成比、各ユニットは男女別。計30ユニット、定員120人。

## 対外関係

### 国内他大学との協定
放送大学学園と単位互換協定を結んでおり、放送大学で取得した単位を卒業に要する単位として認定することができる。
大学コンソーシアム岡山
2006年（平成18年）度より、「時代に合った魅力ある高等教育の創造」と「活力ある人づくり・街づくりへの貢献」を目的として開始され、岡山県内の高等教育機関の連帯と相互協力が図られている。
- 岡山大学
- 岡山県立大学
- 岡山学院大学
- 岡山商科大学
- 岡山理科大学
- 川崎医科大学
- 川崎医療福祉大学
- 吉備国際大学

- 倉敷芸術科学大学
- くらしき作陽大学
- 山陽学園大学
- 就実大学
- 中国学園大学
- ノートルダム清心女子大学
- 美作大学
- 環太平洋大学

国立六大学連携コンソーシアム
2013年（平成25年）3月に、同じく戦後に旧制官立医科大学と他の県内諸学校を母体として設立された新制国立大学6大学（いわゆる「旧六」）の連携により、世界的水準の独創的な研究拠点の創出、グローバル社会でリーダーとなる人材の育成、地域社会への貢献、国際的活動の推進を目的とした「国立六大学連携コンソーシアム」が設立された。共同学生交流プログラムの実施、海外の有力大学連合との交流推進、国際化に資するための共同事業を主な業務とし、将来的には、六大学連携コンソーシアムと海外大学とのアライアンスにより、教員派遣や教材提供を通して国内外で共同教育プログラムを開発することを目指している。
- 千葉大学
- 新潟大学
- 金沢大学
- 岡山大学
- 長崎大学
- 熊本大学

### 国際交流協定
注記
以下において一部の提携先名の後に表示のある数字に関しては次のとおり
※1…… 岡山大学短期留学プログラム「EPOK」派遣先大学（全学生が対象）
※2…… 岡山大学夏季語学研修（オンライン受講含む）提携先大学（全学生が対象）
※3…… 岡山大学・フエ大学院特別コース（大学院環境生命科学研究科）
※4…… 岡山大学・中国東北部大学院留学生交流プログラム（O-NECUSプログラム）
※5…… 歯学部生対象の単位互換短期留学制度 (ODAPUS) 派遣先大学

#### 大学間協定
2022年2月17日現在。
- バングラデシュ
  - バングラデシュ農科大学（英語版）
- カンボジア
  - カンボジア国立教育大学（wikidata）
  - 王立プノンペン大学
  - カンボジア王国労働・職業訓練省労働安全衛生部門
- 中国
  - 東北師範大学 ※1 ※4
  - 内蒙古農業大学（中国語版、英語版）
  - 鄭州大学（中国語版、英語版）
  - 中国科学院昆明植物研究所（中国語版、英語版）
  - 大連工業大学
  - 遼寧科技大学（中国語版、英語版）
  - 同済大学
  - 中国医科大学 ※4
  - ハルビン医科大学 ※4
  - 大連医科大学 ※4
  - 吉林大学 ※1 ※4
  - 北京信息科技大学（中国語版、英語版）
  - 上海理工大学
  - 河南科技大学（中国語版、英語版）
  - 内蒙古大学
  - 首都師範大学
  - 長春理工大学
  - 陝西師範大学
  - ハルビン工程大学
  - 華東政法大学
  - 延辺大学
  - 中山大学
  - 吉林華橋外国語学院（現・吉林外国語大学）
  - 南方医科大学（中国語版、英語版）
  - 北京外国語大学
  - 河北医科大学
  - 中国政法大学
  - 東北大学
  - 天津市中心婦産科医院（中国語版）
  - 浙江工業大学
  - 浙江工商大学（中国語版、英語版）
  - 北京理工大学
  - 西安外国語大学
  - 蘭州大学
- 中国・ 韓国
  - 上海中医薬大学・圓光大学校
- インドネシア
  - ボゴール農科大学
  - ハサヌディン大学
  - アンダラス大学（英語版）
  - インドネシア大学
  - スラバヤ工科大学（英語版）
  - パジャジャラン大学（英語版）
- フィリピン
  - アテネオ・デ・マニラ大学 ※1 ※2
  - サン・カルロス大学（英語版）
  - フィリピン大学 ※1
- 韓国
  - 光州科学技術院
  - 成均館大学校 ※1
  - 高麗大学校
  - 江原大学校
  - 全南大学校
  - アジア太平洋国際理解教育センター（APCEIU）（wikidata） ※ユネスコ提携機関
- マレーシア
  - マレーシア工科大学
  - マラヤ大学 ※1 ※2
  - マレーシアプトラ大学 ※1
- モンゴル
  - モンゴル生命科学大学
  - モンゴル国立大学
- ミャンマー
  - ミャンマー国保健省医科学局及び医学研究局
  - マンダレー工科大学（英語版）
  - ヤンゴン工科大学（英語版）
  - ヤンゴン看護大学（英語版）
  - ヤンゴン第一医科大学（ビルマ語版、英語版）
  - パテイン大学
  - ヤンゴン第二医科大学（英語版）
  - ミャンマー国保健省食品医薬品局
  - ミャンマー国教育省高等教育局
  - ヤタナポンサイバーシティ工科大学（英語版）
  - ヤンゴン情報技術大学（ビルマ語版）
  - マグウェイ医科大学（英語版）
  - ヤンゴン経済大学（英語版）
  - マンダレーコンピュータ大学（英語版）
  - ミャンマー国保健・スポーツ省（英語版）医療サービス局
  - マンダレー医科大学（英語版）
- 台湾
  - 国立台湾大学 ※1
  - 国立台北科技大学
  - 開南大学
  - 国立中興大学
  - 輔仁大学 ※1
  - 長庚大学
  - 国立高雄大学
  - 高雄医学大学
  - 淡江大学
  - 国立東華大学
- タイ
  - マヒドン大学 ※1
  - メジョー大学（英語版） ※1
  - カセサート大学 ※1
  - チュラーロンコーン大学 ※1
  - プリンス・オブ・ソンクラー大学 ※1
  - チエンマイ大学 ※1
  - タンマサート大学
  - モンクット王工科大学ラートクラバン校
  - キングモンクット工科大学トンブリ校 ※1
- ベトナム
  - ダラット大学 ※1
  - フエ大学 ※3
  - ハノイ工科大学
  - ハイフォン医科薬科大学（ベトナム語版）
  - ベトナム国家大学ハノイ校
  - ノンラム大学（ベトナム語版、英語版）
  - ハノイ医科大学
- エジプト
  - カイロ大学
- ウガンダ
  - マケレレ大学
- ガーナ
  - ガーナ大学
- ケニア
  - ジョモケニアッタ農工大学（英語版）
- ブラジル
  - リオデジャネイロ州立大学
  - パウリスタ大学（ポルトガル語版）
  - サンパウロ大学
- カナダ
  - アルバータ大学
  - ビショップス大学（英語版） ※1
  - カールトン大学 ※1
  - ケベック先端科学技術大学院大学（英語版） (INRS)
  - ブリティッシュコロンビア大学
  - ヨーク大学 ※2
- アメリカ合衆国
  - サンノゼ州立大学 ※1
  - カリフォルニア州立大学イーストベイ校（英語版） ※1
  - カンザス大学 ※1
  - ニューヨーク州立大学ストーニーブルック校 ※1
  - カリフォルニア州立大学フラートン校 ※1
  - 南オレゴン大学 ※1
  - メリーランド大学ボルチモア校（英語版）
  - アリゾナ州立大学 ※1
  - グアム大学 ※1 ※2
  - カリフォルニア州立大学モントレイベイ校（英語版） ※1
  - ハワイ大学マノア校
  - ピッツバーグ大学 ※1
  - チャタム大学（英語版） ※1
  - アパラチアン州立大学（英語版） ※1
  - ノーザンアイオワ大学（英語版） ※1
  - ウエイン州立大学
  - ポートランド州立大学
  - ミズーリ大学
  - ダラスバプティスト大学（英語版）
  - ウィチタ州立大学（英語版）
  - ノースカロライナ大学グリーンズボロ校（英語版） ※1
  - カリフォルニア州立大学ロサンゼルス校（英語版） ※1
  - ロードアイランド大学（英語版） ※1
  - シェファード大学（英語版）
  - テネシー工科大学 ※1
- コスタリカ（所在国）
  - 地球憲章国際本部（Earth Charter International, ECI）
  - 国連平和大学
- オーストリア（所在国）
  - 国際原子力機関 (IAEA)
- フランス
  - ピエール・マリキュリー大学（現・ソルボンヌ大学）
  - ストラスブール大学 ※1
  - ボルドーモンテーニュ大学（フランス語版、英語版）
  - グルノーブル工科大学（フランス語版、英語版）
  - 西ブルターニュ大学（フランス語版、英語版）
  - クレルモン・オーベルニュ大学（フランス語版、英語版）（旧・ブレーズ・パスカル大学（フランス語版、英語版））
  - トゥールーズ第3ポール・サバティエ大学（フランス語版、英語版）
  - ポワティエ大学
  - トゥールーズ国立工科大学（フランス語版、英語版）
  - パリ・サクレー大学
  - サントラル・シュペレック大学（パリ・サクレー大学構成校）
  - サボア・モンブラン大学（フランス語版、英語版）
- ドイツ
  - ハノーファー大学 ※1
- イタリア
  - ヴェネツィア・カ・フォスカリ大学 ※1
  - ローマ・ラ・サピエンツァ大学
  - トリノ大学
- ポーランド
  - アダム・ミツキェヴィチ大学 ※1
- セルビア
  - ノヴィサド大学（英語版）
  - ベオグラード大学
- スペイン
  - ムルシア大学
- イギリス
  - シェフィールド大学 ※1
  - カーディフ大学
  - エディンバラ大学 ※1
  - イースト・アングリア大学 ※1
  - ヨーク・セントジョン大学（英語版） ※1
  - サリー大学（英語版） ※1
  - ケント大学 ※1
- ポルトガル
  - リスボン大学
- オランダ
  - ロッテルダム応用科学大学（英語版） ※1
- スイス（所在国）
  - 国連貿易開発会議（UNCTAD）
- ベルギー
  - ゲント大学 ※1
- トルコ
  - カラデニーズ工科大学（英語版）
  - エーゲ大学（英語版）
  - トゥルグットオザル大学（英語版）
- オーストラリア
  - サウスオーストラリア大学 ※1
  - アデレード大学 ※1 ※2
  - ウエスタンオーストラリア大学 ※1
  - サザンクロス大学
  - スウィンバーン工科大学

#### 部局間協定
2022年12月14日現在。
文学部
- 山東大学政治学・公共管理学院（ 中国）
- 浙江大学人文学院（ 中国）
- 浙江大学 外国語言文化与国際交流学院（ 中国） [注 1]
- 杭州師範大学（ 中国） [注 2]
- ドクターストモ大学（インドネシア語版）文学部（ インドネシア）
- トリーア大学（ドイツ語版、英語版）第二学部言語・文学・メディア学（ ドイツ）
- 国立アカデミー人文大学（英語版）（ ロシア）

教育学部
- インドネシア教育大学（英語版）数学・自然科学教育学部（ インドネシア）
- モンゴル国立教育大学数学・自然科学部（ モンゴル）
- フィリピンサイエンスハイスクール（連合体）（英語版）（ フィリピン）
- アインシャムス大学（英語版）教育学部（ エジプト） [注 3]
- アバイ記念カザフ国立教育大学（英語版）自然科学・地理学部（ カザフスタン） [注 3]
- キャンベラ大学（ オーストラリア）

法学部
- 北京大学法学院（ 中国）
- 浙江大学 外国語言文化与国際交流学院（ 中国） [注 1]
- 国立中正大学法学院（ 台湾） [注 4]

経済学部
- 中央財経大学経済学院（ 中国）
- 浙江大学 外国語言文化与国際交流学院（ 中国） [注 1]
- 江原大学校経営大学（ 韓国） [注 5]
- ブカレスト大学行政・経営管理学部（ ルーマニア）

理学部
- 北京大学化学及び分子工程学院（ 中国）
- ハイデラバード大学（英語版）生命科学学部（ インド） [注 6]
- シラパコーン大学薬学部（ タイ） [注 6]
- アジスアベバ大学自然科学計算科学科（ エチオピア） [注 7]
- ノートルダム大学理学部（ アメリカ合衆国）
- コンスタンツ大学化学部（ ドイツ）

医学部
- 中国医学科学院・北京協和医学院（ 中国）
- 南昌大学医学院（中国語版、英語版）（ 中国）
- 慶尚大学校医科大学（ 韓国）
- マサリク大学医学部（ チェコ）
- デブレツェン大学医学部（ ハンガリー）
- センメルワイス大学医学部（ ハンガリー）
- オタゴ大学保健学部局（ ニュージーランド） [注 8]

歯学部
- 南昌大学医学院（中国語版、英語版）（ 中国）
- 北京大学口腔医学院（ 中国）
- 大連医科大学口腔医学院（ 中国）※5
- 香港大学歯学部（ 中国）※5
- 桂林医学院（中国語版、英語版）口腔医学院（ 中国）
- ニッテ大学（英語版）歯学部（ABSM歯学研究所）（ インド）※5
- ガジャ・マダ大学歯学部（ インドネシア）
- ハサヌディン大学歯学部（ インドネシア）※5
- ソウル大学校歯学部（ 韓国）※5
- モンゴル医科大学歯学部（ モンゴル）
- ヤンゴン歯科医学大学（英語版）（ ミャンマー）
- マンダレー歯科医学大学（英語版）（ ミャンマー）
- サウスウェスタン大学歯学部（ フィリピン）
- 台北医学大学口腔医学院（ 台湾）※5
- マラヤ大学歯学部（ マレーシア）
- リンカーンユニバーシティカレッジ（英語版）歯学部（ マレーシア）
- ハノイ医科大学歯学部（ ベトナム）※5
- バイエロ大学カノ（英語版）歯学部（ ナイジェリア）
- サンパウロ大学歯学部（ ブラジル）※5
- サンパウロ大学リベイランプレット歯学部（ ブラジル）
- イビラプエラ大学（wikidata）歯学部（ ブラジル）
- フィニステラエ大学（英語版）歯学部（ チリ）※5
- チリ大学歯学部（ チリ）
- チリ・カトリック大学歯学部（ チリ）
- サスカチュワン大学歯学部（ カナダ）
- ブリティッシュコロンビア大学歯学部（ カナダ）
- トロント大学歯学部（ カナダ）
- ワシントン大学歯学部（ アメリカ合衆国）
- オハイオ州立大学歯学部（ アメリカ合衆国）※5
- テッサロニキアリストテレス大学（英語版）歯学部（ ギリシャ）
- グラスゴー大学歯学部（ イギリス）
- アラブアメリカン大学（英語版）歯学部（ パレスチナ）
- チャールズ・スタート大学歯学部（ オーストラリア）※5
- オタゴ大学歯学部（ ニュージーランド）※5

薬学部
- 梨花女子大学校薬学大学（ 韓国）
- 台北医学大学薬学部（ 台湾）

工学部
- クルナ大学（英語版）科学工学技術学校（ バングラデシュ）
- 上海交通大学機械・動力工程学院（ 中国）
- 四川大学化学学院（ 中国）
- 同済大学機械工学部（ 中国）
- 国立マランポリテクニック（インドネシア語版、wikidata）（ インドネシア） [注 9]
- メルデカマラン大学（インドネシア語版、wikidata）大学院及び工学部（ インドネシア） [注 9]
- ミズーリ大学ローラ校工学部（ アメリカ合衆国）
- タンペレ工科大学（ フィンランド）
- ローマ第3大学工学部（ イタリア）
- ポルト大学工学部（ ポルトガル）
- ペトルポニ高分子化学研究所（wikidata）（ ルーマニア）

環境理工学部
- サスカチュワン大学工学部（ カナダ）

農学部
- 浙江大学農業生物技術学院（ 中国）
- サム・ラチュランギ大学（英語版）（ インドネシア）
- スリビジャヤ大学（英語版）農学部（ インドネシア）
- ワライラック大学理学部（ タイ）
- ドンナイ・バイオテクノロジー・ハイテク・パーク（ ベトナム）
- バンヒェン大学（ベトナム語版、英語版）（ ベトナム） [注 10]

教育学研究科
- アインシャムス大学教育学部（ エジプト） [注 3]
- アバイ記念カザフ国立教育大学 自然科学・地理学部（ カザフスタン） [注 3]

社会文化科学研究科
- 上海社会科学院（中国語版、英語版）部門経済研究所（ 中国）
- 浙江大学経済学院（ 中国）
- 復旦大学中国語言文学系（ 中国）
- 山東大学校韓国学院（ 中国） [注 11]
- 吉林省社会科学院（wikidata）（ 中国）
- 上海海事大学法学院（ 中国）
- 杭州師範大学（ 中国） [注 2]
- 浙江大学 外国語言文化与国際交流学院（ 中国） [注 1]
- 国民大学校社会科学大学国際学部（ 韓国）
- 蔚山大学校（ 韓国）
- 国立政治大学法学院（ 台湾）
- 国立嘉義大学人文芸術学院（ 台湾）
- 国立中正大学法学院（ 台湾） [注 4]
- 国立嘉義大学管理学院（ 台湾）
- カリフォルニア大学リバーサイド校（ アメリカ合衆国）
- ルール大学ボーフム人文諸学部（ ドイツ）
- ベルリン自由大学歴史・文化学部（ ドイツ）
- サラマンカ大学（ スペイン）
- チャナッカレ・オンセキズ・マルト大学（英語版）社会科学研究所（ トルコ）

自然科学研究科
- ラジシャヒ大学（英語版）工学部（ バングラデシュ）
- バンガバンドゥ・シェイク・ムジブル・ラーマン科学技術大学（英語版）工学部（ バングラデシュ）
- 浙江大学材料及び化学工程学院（ 中国）
- 厦門大学材料学院（ 中国）
- 北京大学生命科学学院（ 中国）
- 西安交通大学（ 中国）
- 中国科学院上海有機化学研究所（ 中国）
- 北京大学医学部（ 中国）
- 中国人民大学化学科（ 中国） [注 12]
- 中国科学院大連化学物理研究所（ 中国）
- 香港中文大学理学院化学科（ 中国）
- 中国科学院福建物質構造研究所（ 中国）
- 中国科学院北京植物研究所（ 中国）
- 中国地質大学 （武漢）地質過程・鉱産資源国家重点実験室（ 中国） [注 13]
- 西安交通大学化学学院及び物理学院（ 中国） [注 14]
- ハイデラバード大学 生命科学学部（ インド） [注 6]
- スリ・ラマサミー・メモリアル大学（英語版）科学人文学部（ インド）
- スラバヤ電子大学ポリテクニック（英語版）（ インドネシア）
- ブラウィジャヤ大学（英語版）理学部（ インドネシア）
- 国立マランポリテクニック（ インドネシア） [注 9]
- メルデカマラン大学 大学院及び工学部（ インドネシア） [注 9]
- 漢陽大学校工学部（ 韓国）
- 済州大学校工科大学（ 韓国）
- 群山大学校 産学融合工科大学、工科大学（ 韓国）
- 昌原大学校一般大学院（ 韓国）
- ソウル国立大学 自然科学学部 物理天文学科（ 韓国） [注 14]
- 釜山大学校工科大学（ 韓国）
- 国立台湾師範大学（ 台湾）
- スワンスナンター・ラチャパット大学（wikidata）理工学部（ タイ）
- ブラパ大学（英語版）理学部（ タイ） [注 14]
- シラパコーン大学薬学部（ タイ） [注 6]
- マレーシア・パハン大学（英語版）電気工学部（ マレーシア） [注 15]
- サウスバリー大学（英語版）（ エジプト）
- エルーメノフェイア大学（英語版）理学部（ エジプト）
- アジスアベバ大学 自然科学計算科学科（ エチオピア） [注 7]
- サスカチュワン大学文理学部（ カナダ） [注 14]
- オハイオ州立大学アーツアンドサイエンス校（ アメリカ合衆国）
- ソフィア大学化学及び薬学部（ ブルガリア）
- カレル大学理学部（ チェコ）
- コペンハーゲン大学理学部（ デンマーク）
- パリ・サクレー大学エコール・ポリテクニーク校（ フランス）
- ソルボンヌ大学科学技術工学部（ フランス） [注 16]
- ボルドー大学自然科学及び科学技術校（ フランス） [注 14]
- ミュンスター大学生物学部（ ドイツ）
- マルシェ科学技術大学（英語版）工学部（ イタリア） [注 14]
- フェデリコII世・ナポリ大学物理学科（ イタリア） [注 14]
- フェラーラ大学（英語版）物理地球科学部（ イタリア）
- ポーランド科学アカデミー物理学研究所（POL） [注 14]
- デルフト工科大学機械・海洋・材料工学科（ オランダ）

保健学研究科
- 釜山カトリック大学（朝鮮語版、英語版）看護学科・臨床検査学科・放射線学科（ 韓国）
- 長庚大学医学生物技術臨床検査学科（ 台湾）
- シーマハサラカム看護大学（タイ語版、wikidata）（ タイ）

環境生命科学研究科
- 河北農業大学林学院（ 中国）
- 華中農業大学経済管理・土地管理学院（ 中国）
- スマトラウタラ大学（英語版）大学院天然資源環境管理研究科（ インドネシア）
- バンドゥン工科大学土木環境工学部（ インドネシア）
- 檀国大学校工科大学（ 韓国）
- ブラパー大学（英語版）理学部（ タイ） [注 17]
- シーナカリンウイロット大学薬学部（英語版）（ タイ）
- フエ農林大学（wikidata）（ ベトナム）
- ハノイ土木大学・環境理工学研究所（ ベトナム）
- ダナン工科大学（ ベトナム）
- ドンナイ省科学技術局（ ベトナム）
- ホーチミン市経済大学（ベトナム語版、英語版）経済学部（ ベトナム）
- アンジャン大学（ベトナム語版、英語版）（ ベトナム）
- ハノイ天然資源環境大学（ ベトナム）
- ダナン大学技術教育大学（ ベトナム）
- バンヒェン大学（ ベトナム） [注 10]
- カントー大学大学院（ ベトナム）
- ホーチミン市⼯科大学環境天然資源学部、⼟⽊⼯学部（ ベトナム）
- ルフナ大学（英語版）農学部（ スリランカ）
- スリランカオープン大学（英語版）（ スリランカ）
- サンパウロ大学地球科学研究所（ ブラジル）
- ソルボンヌ大学科学技術工学部（ フランス） [注 16]
- ドレスデン工科大学環境学部（ ドイツ）
- テラモ大学獣医学部（ イタリア）
- グダニスク工科大学土木環境工学部（ ポーランド）
- エクセター大学生命環境科学院（ イギリス）

医歯薬学総合研究科
- 浙江省人民病院（中国語版、wikidata）（ 中国） [注 18]
- ウダヤナ大学医学部（ インドネシア）
- 東国大学校慶州キャンパスバイオ融合研究院（ 韓国）
- 建国大学KUオープンイノベーションセンターBK21プラスプログラム（ 韓国）
- 長庚大学医学部（ 台湾）
- ミシガン大学医学部（ アメリカ合衆国）
- アーカンソー大学フェイエットビル校（ アメリカ合衆国）
- カレル大学第１医学部（ チェコ）
- パリ神経科学大学院（wikidata）（ フランス）
- ソルボンヌ大学科学技術工学部（ フランス） [注 16]
- ユリウス・マクシミリアン大学医学部 ヴュルツブルグ（ ドイツ） [注 18]
- ラクイラ大学医学部（ イタリア）
- オタゴ大学保健学部局（ ニュージーランド） [注 8]

ヘルスシステム統合科学研究科
- アミティ大学コルカタ校（英語版）（ インド）
- シスター・ニヴェーディター大学（英語版）（ インド）
- 国立マランポリテクニック（ インドネシア） [注 9]
- メルデカマラン大学大学院及び工学部（ インドネシア） [注 9]
- マレーシア・パハン大学電気工学部（ マレーシア） [注 15]
- デンマーク工科大学（英語版）電気工学科（ デンマーク）
- ソルボンヌ大学科学技術工学部（ フランス） [注 16]

資源植物科学研究所
- 西北農林科学技術大学植物保護学科（ 中国）
- 福建農林大学（中国語版、英語版）･根研究センター（ 中国）
- 南方科技大学植物与食品研究所（ 中国）
- 上海師範大学生命科学学院（ 中国）
- 中央研究院植物微生物学研究所（ 台湾）
- ブラパー大学理学部（ タイ） [注 17]
- ウガンダ国立作物資源研究所（wikidata）（ ウガンダ）
- 国際畜産研究所（英語版）（ ケニア）
- ロスラゴス大学（英語版）（ チリ）
- ボイス・トンプソン植物科学研究所（英語版）（ アメリカ合衆国）
- チェコ科学アカデミー植物学研究所（wikidata）（ チェコ）
- ミュンスター大学生物学部（ ドイツ）
- ロシア連邦国立科学センター生物医学研究所（英語版）（ ロシア）
- カザン大学基礎医学生物学研究所（ ロシア）
- 国立自然環境研究所（WSL）（英語版）（ スイス）
- 植物科学バイオテクノロジー研究所（カザフ語版、wikidata）（ カザフスタン）

惑星物質研究所
- 中国地質大学 （武漢）地質過程・鉱産資源国家重点実験室（ 中国） [注 13]
- ウェスタンオンタリオ大学地球科学部（ カナダ）
- リーハイ大学地球環境科学科（ アメリカ合衆国）
- カーネギー研究機構地球惑星科学研究所（ アメリカ合衆国）

異分野基礎科学研究所
- 西安交通大学 化学学院及び物理学院（ 中国） [注 14]
- ハイデラバード大学 生命科学学部（ インド） [注 6]
- ソウル国立大学 自然科学学部 物理天文学科（ 韓国） [注 14]
- ブラパ大学 理学部（ タイ） [注 14]
- シラパコーン大学 薬学部（ タイ） [注 6]
- サスカチュワン大学 文理学部（ カナダ） [注 14]
- ボルドー大学 自然科学及び科学技術校（ フランス） [注 14]
- マルシェ科学技術大学 工学部（ イタリア） [注 14]
- フェデリコII世・ナポリ大学 物理学科（ イタリア） [注 14]
- ポーランド科学アカデミー 物理学研究所（POL） [注 14]

文明動態学研究所
- デルバジェ大学（英語版）考古学人類学研究センター（ グアテマラ）

岡山大学病院
- 浙江省人民病院（ 中国） [注 18]
- ビクトリア病院（ ミャンマー）
- 台中榮民総合病院（中国語版、wikidata）（ 台湾）
- 循環器センターE病院（ ベトナム）
- ユリウス・マクシミリアン大学医学部 ヴュルツブルグ（ ドイツ） [注 18]

グローバル・パートナーズ
- ライデン大学（ オランダ）

グローバル人材育成院
- 青島科技大学国際交流与合作処（ 中国）
- 大連海事大学外国語学院（ 中国）
- 江蘇理工学院（中国語版、wikidata）外国語学部（ 中国）

《注記》
1. 1 2 3 4  文学部、法学部、経済学部、社会文化科学研究科が協定
2. 1 2  文学部、社会文化科学研究科が協定
3. 1 2 3 4  教育学部、教育学研究科が協定
4. 1 2  法学部、社会文化科学研究科が協定
5. ↑  社会文化科学研究所も一緒に社会科学院と協定
6. 1 2 3 4 5 6  理学部、自然科学研究科、異分野基礎科学研究所が協定
7. 1 2  理学部、自然科学研究科が協定
8. 1 2  医学部、医歯薬学総合研究科が協定
9. 1 2 3 4 5 6  工学部、自然科学研究科、ヘルスシステム統合科学研究科が協定
10. 1 2  農学部、環境生命科学研究科が協定
11. ↑  同研究科言語教育センターが主管
12. ↑  同研究科理学系が主管
13. 1 2  自然科学研究科、惑星物質研究所が協定
14. 1 2 3 4 5 6 7 8 9 10 11 12 13 14 15 16  自然科学研究科、異分野基礎科学研究所が協定
15. 1 2  自然科学研究科、ヘルスシステム統合科学研究科が協定
16. 1 2 3 4  自然科学研究科、環境生命科学研究科、医歯薬学総合研究科、ヘルスシステム統合科学研究科が協定
17. 1 2  環境生命科学研究科、資源植物科学研究所が協定
18. 1 2 3 4  医歯薬学総合研究科、大学病院が協定

## 岡山大学とESD・SDGs
大学の活動として、国連の「持続可能な開発のための教育 (Education for Sustainable Development; ESD)」と「持続可能な開発目標 (Sustainable Development Goals; SDGs)」を中心に置いている。
- 持続可能な開発のための教育 (Education for Sustainable Development; ESD)

国連教育科学文化機関（ユネスコ）などが中心となって実施している｢持続可能な開発のための教育 (ESD)｣において、2005年に岡山地域がESD推進の地域拠点 (RCE) となり、2007年には岡山大学がユネスコチェアに認定されている。2014年には「ESDに関するユネスコ世界会議」を岡山市等で開催、2016年9月に「ユネスコ／日本ESD賞」を受賞している。また、岡山市は2017年1月に「ユネスコ学習都市賞2017」を受賞するなど、岡山はわが国を代表するESDの実践の場となっており、その中で岡山大学は中心的な活動を実践してきている。
- 持続可能な開発目標 (Sustainable Development Goals; SDGs)

第14代学長である槇野博文学長の「槇野ビジョン」を基とする点と前述の長年に渡り取り組んできたESD活動を通じて、SDGsとの親和性や重要性、大学として「高度実践人」を育成する観点などから大学の中心にSDGsを置いている。
- SDGsに関する岡山大学の行動指針

- 人類共通の今日的課題であるSDGsへ貢献することは、岡山大学の理念である「高度な知の創成と的確な知の継承」のもと、岡山大学の目的である「人類社会の持続的進化のための新たなパラダイム構築」に資するものである。
- ユネスコチェアを持ちESDを推進してきた岡山大学には、岡山地域や国際社会と一体となってSDGsを推進していく素地と責任がある。
- SDGsを社会との共通言語として教育研究並びに社会貢献活動を行っていく。
- SDGsの達成に貢献することで、課題解決力に秀でた人材を育成する。

## 岡山大学学園紛争
1968年頃から激烈化していた大学闘争の余波は岡山大学にも及んだ。
1968年に陸上自衛隊三軒屋駐屯地の弾薬輸送車が構内の南北道路（大学管理下の道路であるが、岡山電気軌道の路線バスをはじめ一般の往来が許されている。元々は1907年に日本陸軍第17師団のために設置されていた。）を通行していたことに気づいた学生らが「弾薬輸送に反対する会」を結成し抗議活動を開始した。
大学当局は輸送車の南北道路不使用を自衛隊に申し入れ、自衛隊側でも学生らとの摩擦を避けるため検討することになったが、学生らは弾薬庫撤去を掲げ、9月17日にその第2回デモが行われた。このときデモ隊の最後尾の旗手が通行中の車両の妨げとなったのを注意しようとした警察官が南北道路に数メートル入り、これを警察官の大学構内への立ち入りであるとして反発した学生らと揉み合いとなった。更にこれを見咎めて駆け付けたパトカーが南北道路で停車し更に衝突はエスカレートし、応援に来た機動隊約30人らによって警察官に暴行を加えた2人が逮捕された。これに対し、大学当局は抗議声明を出し、逮捕された学生の速やかな解放や大学への陳謝を要求している。
同日夜半、学生逮捕に抗議する一部学生らが正門の西半分にバリケードを構築した。翌18日にはさらにバリケードが強化され自転車が通行できる程度の幅しか残されなかった。往来を妨害された市民から抗議を受けた大学当局は、警察当局へ「善処方」を要請し、学生組織「自治会連合会中央執行委員会」にバリケード封鎖の解除を要請したが、進展はなかった。
12月25日、上述の逮捕された学生1人が公務執行妨害罪・傷害罪の容疑で起訴されたため、「○○君を守る会」を結成した有志らが発起して翌1969年1月18日に1430人（委任状を含む。学生総数は約5500人）が集まり全学学生大会が開催され、「不当逮捕の白紙撤回」「岡山県警への謝罪要求の基本路線貫徹」「岡山西警察署署長の告発」等を決議し、それを大衆団交で確認することを大学当局に要求した。
大学当局は全学集会を3度（1月23日、1月25日、2月1日）にわたり開催し譲歩案も示したが議論は平行線をたどり、1月25日には法文・教育・理・農の4学部でスト宣言が採択され、医学部（2月5日）、工学部（2月8日）、法文学部第二部（2月11日）もストに突入し、ほぼ全学が参加した。このためこの年の入試は高校や予備校などの学外で分散して行われ、当日は受験者本人以外の入場はシャットアウトされた。入学阻止を図るヘルメット姿の全共闘系学生も現れたが、機動隊員や教職員らによって阻まれた。3月13日付の全共闘『叛逆』創刊号では、「東大・日大の闘争は帝国主義大学を否定し、解体させる戦いである。われわれは"破壊"の思想で武装した先頭集団を創出し、岡山大学の闘争をまさに国家-独占資本の非妥協的、永続的なたたかいとして泥沼的に発展させなければならない」と武装闘争宣言が出され、更に南北道路北口や事務室なども学生らに封鎖された。
大学当局から告発のあった2月15日の学長への暴行事件と3月25日の教授への傷害事件について、大学当局の許可と令状を得た警察による現場検証が4月12日に大学内で行われた。このとき、構内に入った機動隊500人に対して約150人の全共闘系学生らがコンクリートブロックや瓦を叩き割って投石を行い（両手で持ち上げるような大きな石も頭上から落としてきたという）、警察部隊の53人が重軽傷を負った。うち小隊伝令兼記録係であった26歳の巡査が搬送後に意識不明となり、同日午後8時40分に川崎病院内で死亡した（大学紛争で殉職した警察官としては、日大紛争に続き全国で2人目）。学生1人も怪我をし、岡大全共闘議長が逮捕された。死亡した巡査は前年10月に中国管区警察局から優秀警官として表彰されていた。岡山大学長の赤木五郎は肋膜炎で入院中であったが、事態を受け「わが大学の紛争のために、人命が失われたことは、いう言葉がなく痛恨のきわみです。私は大学の責任者として、深くその責任を感じています」との声明を出す。これに対し、岡大全共闘は「岡大紛争は四月十二日をもって非妥協の、かつ不退転の戦いとして、権力との血みどろのたたかいの代進軍を開始した。われわれの戦いの道は、ためらうことなく"安保粉砕""日帝打倒"の方向をうちたてることでしかない。岡大闘争はまさに東大、日大とならぶ全国学園闘争の最前線におしあげ発展させることに成功した」としている。殉職した巡査は警部補に特進し、警察勲功章・勲七等青色桐葉章・内閣総理大臣表彰・警察庁長官賞が贈られた。
4月27日、附属小・中学校のグラウンドで学生集会が開かれ、赤木学長が紛争解決を図り所信表明を行うが、学生らのデモやシュプレヒコールにより妨害され、途中で打ち切られた。後日、「バリケードがたとえ理念的には一定の意味をもつて設置されたものとしても、現実に被害を受けているのは地域の方々であり、大学関係者である」「あのバリケードを諸君らの判断によって一日も早く撤去するように努力していただきたい」「大学が自治を要求し、警察官の学内無断立入を拒むからには、学内においては一般社会よりもより厳しく法や秩序が守られなければなりません」などとする約1万字の学長所信が全教職員・学生に配布された。赤木学長は5月3日に辞任した。
この頃から教育学部学生を中心に結成された「一般学生協議会」等、紛争解決を目指す学生グループも生まれたが、スト支持派の学生らはヘルメットやゲバ棒で武装して抵抗した。5月12日には封鎖反対の学生らが教養部と法文学部の封鎖を解除したが、法文学部は再びスト支持派の学生らが再封鎖した。このとき学生・教職員数十人が負傷し、教職員4人が救急車で搬送された。
8月、大学の運営に関する臨時措置法が成立し、岡山大学は重症紛争校に指定され、更に文部省が10月中旬まで1か月以上授業が行われない大学に対しては入学試験を中止するとの意向を示した。苦境に追い込まれた大学当局は法文・教育・理・医の3学部の授業を9月16日に再開することを決定し、谷口澄夫学長は「妨害があっても絶対に排除する方針であり、不測の事態には警察力を依頼する」と強い姿勢を示した。
9月15日、機動隊約1000人・放水車2台が出動し、バリケードは撤去され、25人が不退去罪で逮捕された。これを受けて反対派学生は過激化して火炎瓶などを用いて破壊行為を行ったが、機動隊や教職員による警備のもとで10月までに全学部で授業が再開された。大学封鎖によるブランクの巻き返しのため、午前9時から午後9時までの受講を余儀なくされた学生もいた。一部で混乱があったものの、大学は平穏を取り戻し、10月15日までに機動隊は引き揚げられた（津島キャンパスからは10月13日）。
その後も、1973年に教養部の講師がボイコットを行ったことにより免職処分を受け、処分撤回を求める一部学生が暴力・破壊行為を行ったほか、1975年には岡山大学を拠点にしようとしたマルクス主義青年同盟によって岡山大学北津寮襲撃事件が引き起こされている。

## 社会との関わり
- 岡山大学地域総合研究センター (AGORA)

大学全体を挙げて地域の様々な分野で積み重ねてきた事業を支援することを目的としている。特に重要なミッションとしては、学都「岡山」を実現するための、理論的かつ実践的な研究センターとして貢献することを目的としてセンターを設置。学生（留学生含む）、教職員、地域住民などの様々なステークホルダーと協働し、今後の日本の大学と都市との関係モデルの構築を実施している。
- 「SiEED」プログラム

SiEED（シード、STRIPE intra & Entrepreneurship Empowerment and Development）は、2018年に岡山大学と株式会社ストライプインターナショナルとで設置された起業家精神養成講座。起業が目的ではなく、起業家が持つTransferable Skills（異分野を結び柔軟な発想で考える新しい概念・手法）などの特徴的なマインドを涵養することを大切にしている。これは、未知の問題を発見し未知の解決法を自ら創造する力を涵養とも言え、激しく変化する社会において、より良い世界の創造を目指し、未知の課題を発見し、それを解決する手法を設定し、実施するという挑戦の精神と既存の組織内から絶えず変革する精神に結び付くものである。岡山にしかない、培ってきたものを活かし、起業家精神の育成だけではなく、大学に居る教職員の本気の意識改革を強化促進し大学改革にもつながる意図がある。受講は岡山大学の学生だけでなく、教職員、行政職員、民間企業のビジネスパーソンなど、様々な受講生を受入れる。2019年度1・2学期の教養教育科目に4科目を開講している。
- 公的研究費の不正経理

同大学への公的研究費のうち、大学院自然科学研究科と大学院医歯薬学総合研究科、資源生物科学研究所に於いて、2002年度から2005年度にかけて、架空取引の納品書を作成するなどの手口で、約2,160万円を業者への預け金にする不正経理が行われ、同大学は、教授8人を含む教員11人を、2009年6月11日付で停職1～2ヶ月の懲戒処分とした。私的流用はなかったという。

## 附属学校
- 岡山大学教育学部附属幼稚園
- 岡山大学教育学部附属小学校
- 岡山大学教育学部附属中学校
- 岡山大学教育学部附属特別支援学校

## 企業からの評価

### 人事担当者からの評価
- 2021年日本経済新聞社と日経HRが実施した、「企業の人事担当者からみたイメージ調査」[96]（全上場企業と一部有力未上場企業4,850社の人事担当者を対象に、2019年4月から2021年3月までの間に採用した学生から見た大学のイメージなどを聞いた調査）において、岡山大学は、「全国総合」で788大学[97]中、第17位[96]にランキングされた。